# 柔道
柔道（じゅうどう / Judo）は、嘉納治五郎が興した日本の武道。日本伝講道館柔道（にほんでんこうどうかんじゅうどう）とも呼ばれる。オリンピック正式競技にもなっている。国際競技連盟は国際柔道連盟（IJF）。旧称嘉納流柔術（かのうりゅうじゅうじゅつ）、新流（しんりゅう）。
柔術修行に打ち込み修めた嘉納がさまざまな流派を研究してそれぞれの良い部分を取り入れ、1882年（明治15年）にその考察から創始した文武の道である。「柔能く剛を制す（じゅうよくごうをせいす）」の柔の理を発展させ、さらに自らの創意と工夫を加えた技術体系の、心身の力をもっとも有効に活用した「精力善用」「自他共栄」の原理を完成させる。

## 概説
古武道の柔術から発展した武道で、投技、固技、当身技を主体とした技法を持つ。明治時代に警察や学校に普及し、第二次大戦後には国際競技連盟の国際柔道連盟の設立やオリンピック競技に採用されるなど、世界的に普及している。
スポーツ競技・格闘技でもあるが、講道館柔道においては「精力善用」「自他共栄」を基本理念とし、競技における単なる勝利至上主義ではなく、武術の修得・修練と、身体・精神の鍛錬と、教育と、社会生活への応用・日常生活への応用を目的としている。
IJFでは2015年8月アスタナの総会で採択された規約前文において、「柔道は1882年、嘉納治五郎によって創始されたものである」と謳っている。

## 歴史

### 柔術から柔道成立まで
柔道の歴史
古くから、12世紀以降の武家社会の中で武芸十八般と言われた武士の合戦時の技芸である武芸が成立し、戦国時代が終わって江戸時代にその中から武術の一つとして柔術が発展した。
1877年（明治10年） に、嘉納治五郎は天神真楊流の福田八之助に入門し、当身技を中心に関節技、絞技、投技を含んだ捕手術を由来とする立合や居捕の体系を持ち、乱捕技としての投げ技、固技も持つ天神真楊流を稽古した。また、組討を基とし捨身技を中心とした体系と乱捕を伝えていた起倒流柔術を稽古した。
天神真楊流と起倒流柔道の乱捕技や形の技法を基礎に、起倒流の稽古体験から「崩し」の原理をより深く研究して整理体系化したものを、これは修身法、練体法、勝負法としての修行面に加えて人間教育の手段であるとして柔道と名付け、明治15年（1882年）、東京府下谷にある永昌寺という寺の書院12畳を道場代わりとして「講道館」を創設した。嘉納は「柔道」という言葉を名乗ったが当初の講道館は新興柔術の少数派の一派であり、当時は嘉納治五郎が創設したことから「嘉納流柔術」とも呼ばれていた。
講道館においての指導における「柔道」という言葉を使った呼称の改正には、嘉納自身の教育観・人生観、社会観、世界観などが盛り込まれており、近代日本における武道教育のはじまりといえる。柔道がまとめて採用した数々の概念・制度は以降成立する種々の近代武道に多大な影響を与えることになる。嘉納のはじめた講道館柔道は武術の近代化という点で先駆的な、そしてきわめて重要な役割を果たすことになる。
その歴史的影響力、役割の大きさから柔道は武道（日本武道、日本九大武道〈日本武道協議会加盟九団体〉）の筆頭として名を連ねている。
第二次大戦後、日本における武道禁止令の解禁に先んじて、戦前1933年までにドイツにおいて結成されていたヨーロッパ柔道連盟が、1948年にイギリスのロンドンで再建されるなど日本国内外の働きかけもあり、日本においても柔道の稽古や試合は次第に再開されていき、1950年、柔道は学校教育における再開を果たす。

### 警察と柔道

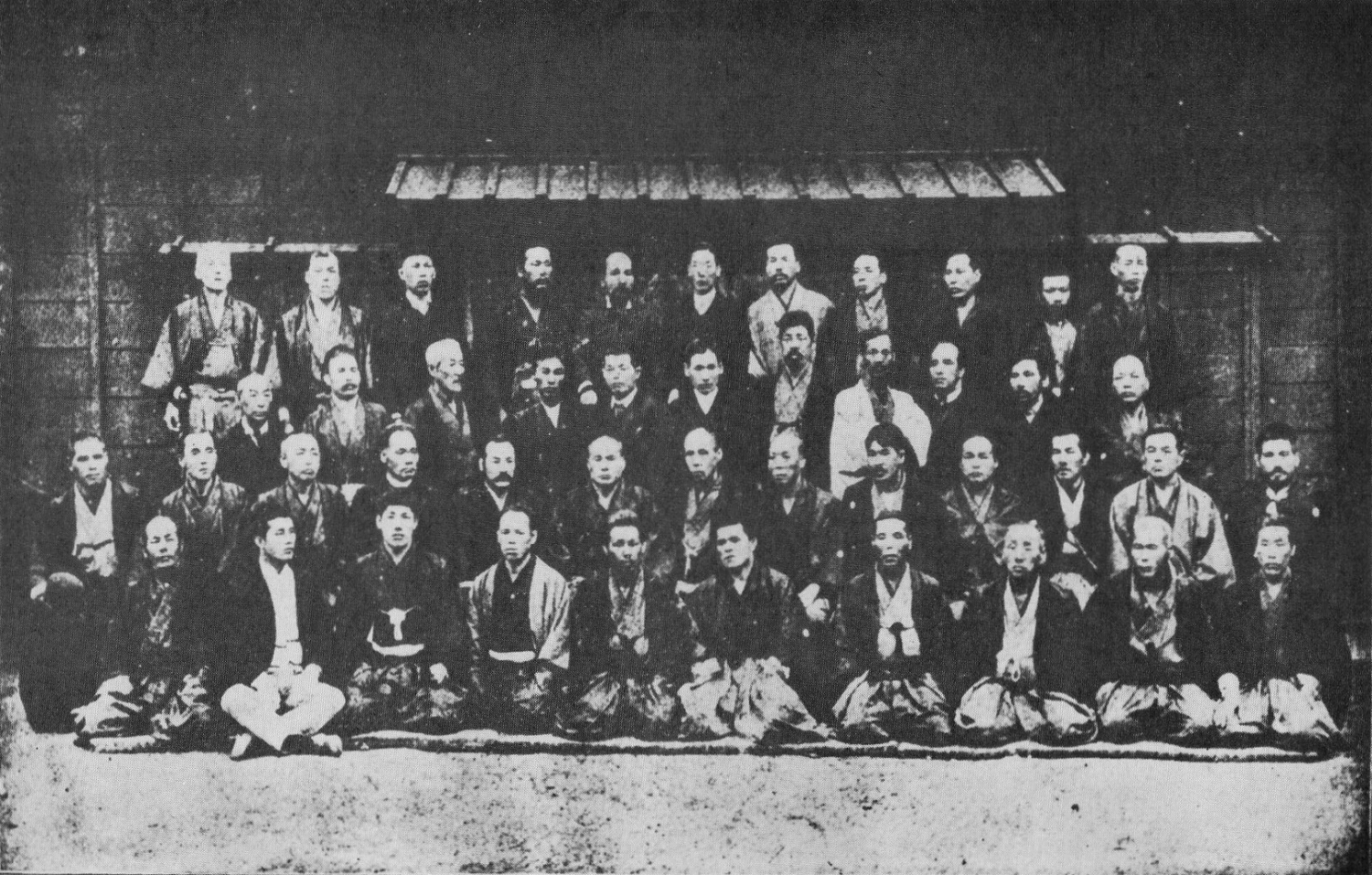
明治21年ごろの警視庁武術世話掛。最前列の左から2人目は後に講道館史上初の柔道十段となる山下義韶。

嘉納治五郎の「柔道家としての私の生涯」（1928年）『作興』に連載）によれば、明治21年（1888年）ごろ、警視庁武術大会で主に楊心流戸塚派と試合し2 - 3の引き分け以外勝ったことから講道館の実力が示されたという。また、本大会において講道館側として出場した者は、元々は天神真楊流などの他流柔術出身の実力者であった。
この試合のあと、三島通庸警視総監が講道館柔道を警視庁の必修科として柔術世話掛を採用したため、全国に広まっていったという。
日本の終戦後、GHQによる武道禁止令により警察柔道も道場は閉鎖され、この一時期公式の試合を中断することを余儀なくされた。
敗戦による荒廃した世情は犯罪を増長させ、これに対応する警察官は、体力、技術、精神力の向上のため術科訓練の必要性が改めて見直されることとなった。法の執行者として犯人の制圧、逮捕は警察官の責務であり、この能力に欠ける警察は治安維持の重責を果たせない。当時の国家地方警察本部はこの点を楯に、逮捕術の基礎訓練に柔道が必要不可欠であると、GHQに改めて柔道の復活を申請した。このような経緯を経て戦後警察柔道はいち早く復活を認められた。戦後、警察柔道の復興は、警察官の士気を高揚させ、治安情勢の悪化した日本の秩序回復に大きく貢献している。
心身の鍛練により明朗剛健な警察官を養成するには、柔道訓練は不可欠とした警察の職務性が糸口となり、戦後衰退した日本柔道をいち早く軌道に乗せている。
日本の警察官は柔道または剣道（女性のみ合気道も）が必修科目となっている。警察学校入学時に無段者の場合、在校中に初段をとるようにしなければならない。警察署では青少年の健全育成のための小中学生を対象にした柔剣道教室を開いていることも多い。警察官の大会は「警察柔道試合および審判規定」によって行われる。

### 大日本武徳会における柔道
1895年（明治28年）、武道の奨励、武徳の育成、教育、顕彰、国民士気の向上を目的として京都に公的組織として大日本武徳会が設立された。
大日本武徳会は、剣術、柔術、弓術など各部門で構成され、各部門には諸流派・人物がそれぞれの流派を超越して参加することになる。
講道館柔道は、嘉納治五郎が大日本武徳会の創設時から柔術部門における責任者にあり「大日本武徳会柔術試合審判規定」「大日本武徳会柔術形」「段位制」「称号制」の制定において委員長として柔術諸流派の委員をまとめて大きく影響を持った。
大日本武徳会において講道館柔道は柔術部門を統一する役割の流派として正式採用され教授者を派遣し、1919年には柔術部門は柔道部門と改称し統一し、大日本武徳会武道専門学校で稽古がされた。磯貝一、永岡秀一、田畑昇太郎、栗原民雄などが大日本武徳会における主任教授を担当している。武徳会において柔道は柔術諸流派の人材や技法を吸収し発展した。また大日本武徳会柔道部門には空手や捕縛術も柔道傘下に置かれていた。
1946年（昭和21年）11月9日、大日本武徳会は連合国軍最高司令官総司令部（GHQ）の指令により強制解散し、柔道は武道禁止令の影響を大きく受けることになる。
しかし、日本における武道禁止令の解禁に先んじて、戦前1933年までにドイツにおいて結成されていたヨーロッパ柔道連盟が、1948年にイギリスのロンドンで再建するなど国内外の働きかけもあり、国内においても柔道の稽古や試合は次第に再開されていき、1950年、柔道は日本における活動再開を果たす。

### 学校教育での柔道
日本の学校教育においては、1911年（明治44年）7月の中学校令施行規則改正時に、体操科の内容として従来の教練及び体操の他に「撃剣及柔術ヲ加フルコトヲ得」（13条）とされ、旧制中学校の正科として柔道が剣道とともに採用された。
太平洋戦争後、占領軍 (GHQ) により学校で柔道の教授が禁止されて以降、武道は一度禁止されたが、1950年（昭和25年）に文部省の新制中学校の選択科目に柔道が採用された。次いで1953年（昭和28年）の学習指導要領で、柔道、剣道、相撲が「格技」という名称で正課の授業とされた。1989年（平成元年）の新学習指導要領で格技から武道に名称が戻された。2012年（平成24年）4月から中学校体育で男女共に武道（柔道、剣道、相撲から選択）が必修になった（中学校武道必修化）。

### 学校体育と柔道
日本では部活動としてほとんどの中学校、高等学校、多くの大学に「柔道部」があり、中学校、高等学校では学習指導要領に沿った形で生徒の自主的、自発的な参加による課外活動の一環としての部活動が行われている。警察や社会体育中心にやってきた日本の柔道だが20世紀終盤までに男子柔道の主力選手はこの学校体育大学柔道の学生およびそのOBの柔道家が中心となっており、日本以外への普及活動、柔道競技の近代化も大学柔道の柔道家が中心になって行っていたと彼らは自負していた。中学校、高等学校の運動部の監督は教員がやることが多く、教員はほとんど大学を卒業しているので、中学校、高等学校の柔道界も大学柔道界の貢献が多くなっている。彼らは社会体育勢が中心の全柔連のやり方に不満を持つようになった。20世紀終盤に起きた講道館・全柔連対全日本学生柔道連盟（学柔連）の内紛もこういった日本の大学柔道界にたまった不満も背景にあった。

### 社会体育としての柔道
日本ではほとんどのスポーツは学校体育中心だが、こと武道、武術、格闘技に至っては多くが町道場やジムでの社会体育を中心として行われている。柔道も講道館という社会体育として始まった。その後、民間などの道場での活動のほかに、警察署の道場で一般向けの教室が行われるようになり社会体育の柔道は拡大した。1980年代でも全柔連の主なメンバーは骨接ぎや社会体育である町道場を商売にしている人が多い、と首都圏で町道場を営み日本柔道界の内情に詳しい小野哲也は述べている。1986年、ある議員から、全柔連は全日本学生柔道連盟（学柔連）の大卒メンバーと異なり、知性・教養がない者ばかり、と言われたことがあるとも小野は述べている。神取忍は町道場は学校体育の柔道と比べ厳しい体罰を受けることはない、と述べている。フランスや北欧などは日本のように学校管理下、教員顧問による指導の部活動自体がほとんどなく、地域のスポーツクラブに任意で加入して、そこで柔道の指導、練習を受ける社会体育の柔道がメインである。

### 企業体育としての柔道
日本では企業の実業団活動が行われている。柔道がオリンピック競技となってから、企業は実業団による選手育成に力を入れ、のちに警察柔道を凌ぐ勢力となっている。1980年代、大学柔道の学柔連のメンバーは大学の柔道部OBがメインで実業団柔道に対しても影響力があった。講道館・全柔連対学柔連の内紛では、1983年に全日本実業柔道連盟（実柔連）会長の永野重雄は全柔連を脱退した学柔連に共鳴し、副会長の青木直行が受け流したため実現しなかったが、青木に全柔連から脱退するよう命じた、と小野哲也は述べている。

### ステートアマチュアとしての柔道
日本では警視庁、道府県警察のほか、皇宮警察、自衛隊、筑波大学、中央競馬会などを所属とするステート・アマの柔道家も多い。

### 国際的競技としての普及

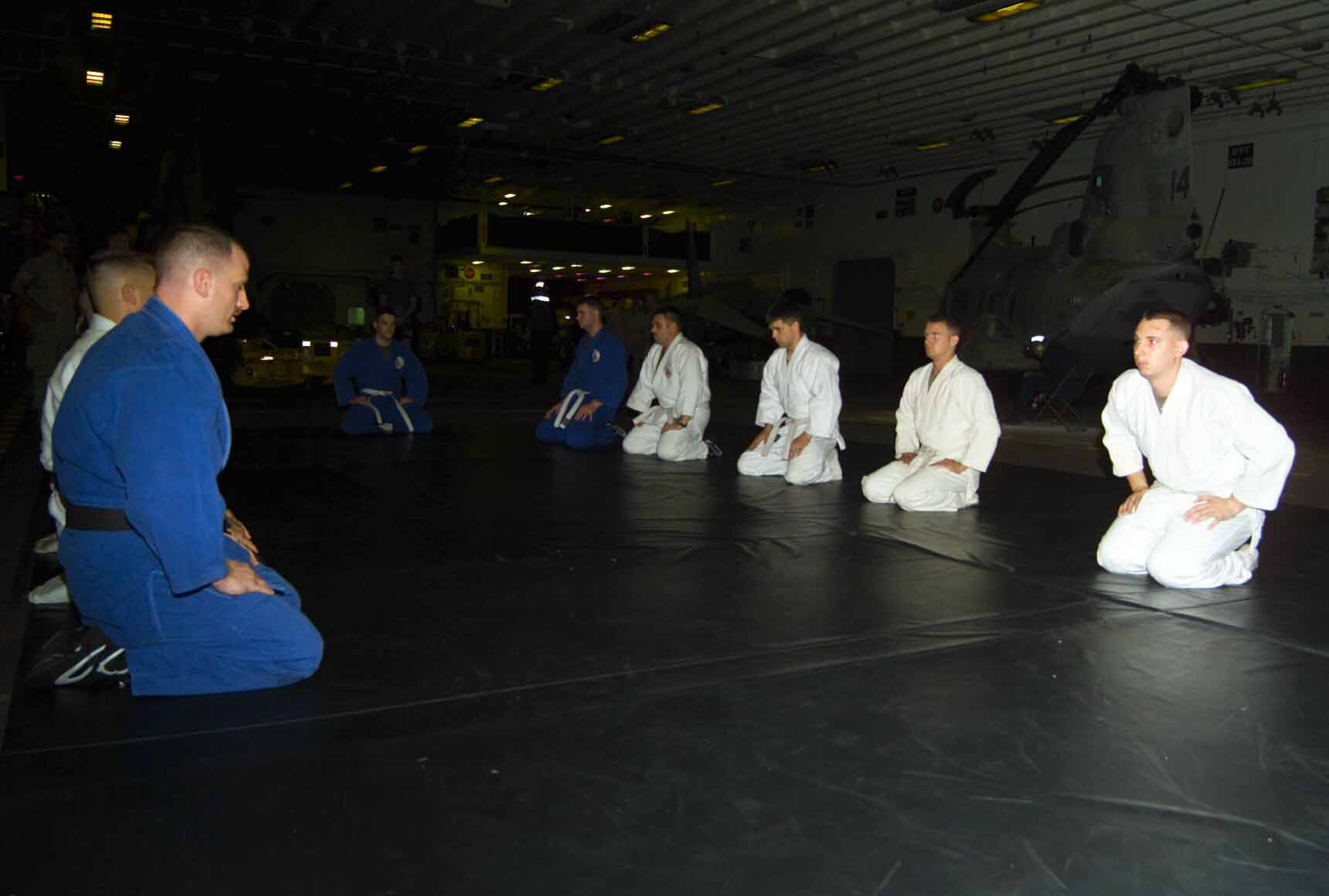
国際的競技としての柔道においても礼節は重んじられている。

柔道の試合競技は、オリンピックでは1964年の東京オリンピックで正式競技となる。東京オリンピックでは、無差別級でオランダのアントン・ヘーシンクが日本の神永昭夫を破って金メダルを獲得し、柔道の国際的普及を促す出来事となった。女子種目も1988年のソウルオリンピックで公開競技、1992年のバルセロナオリンピックでは正式種目に採用された。
世界選手権は1956年に第1回大会が開催され、女子の大会は1980年に初開催された。日本の女子は明治26年以来長年試合が禁止され、昇段も「形」が中心であった。1979年夏に日本女子の一線級と西ドイツのジュニア選手が講道館で対戦したが、日本は一勝三敗で二人が負傷し、ドイツ選手との腕力の差は日本の柔道関係者に衝撃を与えた。
のちに世界中に普及し、国際柔道連盟の加盟国・地域は201カ国に達している（2012年4月現在）。日本以外では、韓国、欧州、ロシア、キューバ、ブラジルで人気が高く、特にフランスの登録競技人口はフランス柔道柔術剣道及び関連武道連盟（フランス柔道連盟）の組織構成の関係上、国際柔術連盟の柔術の競技人口も含んでいるが50万人を突破し、全日本柔道連盟（全柔連）への登録競技人口20万人を大きく上回っている（ただし、幼少期の数など両国の登録対象年齢が異なるため、この数字を単純に比較することはできない）。
また、この登録人口そのものに関しても一般に想起されるいわゆる柔道人口とは異なる。これは、柔道の役員、審判員、指導者、選手として公的な活動に参加するために行われる制度で全柔連の財政的基盤でもある。日本国内では、学校体育の授業として経験した人、学生時代に選手まで経験したが、のちにまったく柔道着を着ることもないどころか試合観戦程度という人、子供と一緒に道場で汗を流しているが、段がほしいわけでも試合をするわけでもない人など、未組織の人たちがたくさんいるようになった。講道館でも、地方在住者は初段になった段階で入門するのが通例であり、門人、有段者ではあるが、毎年、登録しているとは限らない。したがって柔道人口、登録人口、競技人口、講道館入門者数は意味合いが違う。

## 技術体系
講道館柔道の技は投技、固技、当身技の3種類に分類される。投技は天神真楊流、起倒流の乱捕技をもとにしている。
固技や絞技は天神真楊流の技に由来していて、当身技は攻撃することによって受の急所に痛みを負わせたりするのに適した護身術である、とされる。投技の過程を崩し、作り、掛け、の三段階に分けて概念化したことが特徴である。
またこれと平行して、口語的には、立技と寝技に分類して使用されるが、寝技は審判規定において使われる寝姿勢における攻防を指しているので、固技と同義ではない。絞技と関節技は立ち姿勢でも施すことが可能であるからである。
練習形態は形と乱取があり、形と乱取は車輪の両輪として練習されるべく制定されたが、講道館柔道においては乱取による稽古を重視する。嘉納師範により、当身技は危険として乱取・試合では「投技」「固技」のみとした。そしてスポーツとしての柔道は安全性を獲得し、広く普及していくこととなった。
試合で用いることができるのは、投技と固技であり、講道館では100本としている。しかし、試合で使用できる技は92本である。（当身技は形として練習される。）競技としては投技を重視する傾向が強く、寝技が軽視されてきたきらいがある。しかし、寝技を重視した上位選手や指導者らによって寝技への取り組みは強化されるようになった。また国際柔道連盟規定（国際規定）の改正によって抑込技のスコア取得時間が短縮し決着の早期化が計られ、寝技の攻防における「待て」が遅くなったことと、主に外国選手による捨身技や返し技と一体化した寝技の技法の普及によって、寝技の重要性は一層増している。

### 投技
投技とは「理合い」にしたがって相手を仰向けに投げる技術である。立って投げる立ち技と体を捨てて投げる捨身技にわけられる。立ち技は主に使用する部位によって手技、腰技、足技に分かれる。捨身技は倒れ方によって真捨身技、横捨身技に分かれる。また柔道の投げ技は、(1) 試合や自由練習（乱取）で用いられる投げ技、(2) 関節技を利用した投げ技、(3) 当て身技を施しながらの投げ技の3つがあるが、試合や練習では(1)が使われ、(2) や (3) の方法は「形」によって学ぶことになっている。乱取り試合においては関節を極めながら投げると投技とはみなされない。

### 固技
固技（かためわざ）には抑込技、絞技、関節技がある。講道館柔道では固技が全部で32本あり、抑込技（おさえこみわざ）10本、絞技（しめわざ）12本、関節技（かんせつわざ）10本である。IJF制定のものでは一部異なるものがある。おもに寝技で用いることが多いが、立ち姿勢や膝を突いた姿勢でも用いられ、固技のすべてが寝技の範疇に入るわけではない。（寝技と固技は互いに重なり合う部分が大きいとは言える。）また、国際規定では2018年に両者立ち姿勢での絞技・関節技は禁止された。しかし国内の高段者大会など講道館規定においては依然使用可能対象である。また技術体系としては形において依然として立ち絞め技、立ち関節技も学びの対象となっている。のちに乱取り試合においては肘関節技以外を禁じ手としたが、形においては肘関節技以外の手首関節技、足関節技も使用対象となっている。かつての柔道試合の行われていた各時期・各時代背景、各規程によっては、肘関節技以外の手首関節技、指関節技、足関節技、首関節技なども乱取り試合において使用可能であり、各々の時代背景により使用可能な技術体系は常に変化している。

### 投技と固技の変遷
- 1884年（明治17年）、1885年（明治18年）ごろ - 乱取の形（投の形、固の形）制定
- 1888年（明治21年） - 嘉納治五郎が使用した柔道講義用ノート『柔道雑記』に、投技として、手業（手技）6種、腰業（腰技）9種、足業（足技）13種、真捨身業（真捨身技）6種、横捨身業（横捨身技）7種、固技として、手固（指関節技・手首関節技・肘関節技）9種、足固（足関節技）3種、体固（抑込技）9種、首固（首関節技）9種、裸絞（絞技）11種の記載[31]。
- 1895年（明治28年） - 投技「五教の技」発表
- 1920年（大正9年） - 投技「五教の技」改定
- 1935年（昭和10年） - フランスにおいて川石酒造之助が川石メソッドを使用して柔道の教授。そこでは投技として手技、腰技、足技、捨身技の分類以外に肩技の分類の使用、また固技として抑込技、絞技、肘の関節技以外に、手首関節技、足関節技、首関節技の採用。[32]
- 1954年 - 講道館技研究部設立[33]
- 1982年（昭和57年）10月5日 - 講道館柔道の技名称投技発表[34]
- 1985年2月1日 - 講道館柔道の技名称固技発表[34]
- 1995年9月（平成7年） - 千葉市でのIJF総会でIJF技名称制定（100本）を承認[35][36]
- 1997年（平成9年）4月1日 - 講道館柔道の技名称改定（96本）、IJF同様、一本背負投、袖釣込腰を独立、「本袈裟固」を「袈裟固」に改称
- 1997年4月 - IJF技名称改定、捨身技を真捨身技と横捨身技に分割、帯取返を捨身技から手技に変更[35]
- 1998年（平成10年）2月 - IJF技名称改定（99本）、講道館同様、腰絞を送襟絞に包含[35][37]、裏固を除外（のちに復活）、関節技の「腕挫○○固」 も正式名称に追加、禁止技として足緘、胴絞、蟹挟、河津掛を追加[38]
- 2017年（平成29年）- 講道館柔道の技名称改定、IJF同様、浮固、裏固を追加、帯取返、小内巻込を独立

### 当身技
当身技（あてみわざ）は、天神真楊流の技術を踏襲している。
当身技もしくは当技（あてわざ）とは、急所といわれる相手の生理的な弱点などを突く、打つ、蹴るなどの技であり、試合や乱取りでは禁止されているが、形の中で用いられる。そのため柔道では当身技が禁じ手・反則技として除外されたと思われている。講道館では極の形・柔の形、講道館護身術などに含まれる柔道の当身技について、「当身の優れたテクニック同様、こういった攻撃されやすいところ（編注：急所のこと）という認識は天神真楊流から伝えられてきたものである」としている。極の形、柔の形は精力善用国民体育の形・相対動作の元になっている。極の形は、初め天神真楊流から引き継いだ形を元にしており「真剣勝負の形」と呼ばれていたが、武徳会時代に嘉納治五郎を委員長とし武徳会参加全流派からの代表を委員とした日本武徳会柔術形制定委員会によって講道館の真剣勝負の形をもとに長時間の白熱した議論がなされ、柔術緒流派の技を加えて柔術統一形としての今の形となった。また、嘉納治五郎の想定していた柔道の当身技の中には武器術、対武器術の概念も含まれていたとされている。
一方、空手界側から柔道の当身技のうち、精力善用国民体育・第一種攻防式・単独動作(基本練習)の当身技は唐手（のちの空手）の影響を受けているという説が唱えられている点についても下に記載する。

#### 当所・急所
当所（用いる部位）
臂（うで）：
- 指先当（ゆびさきあて）〈指尖〉：突出、両眼突、摺上＊
- 拳当（こぶしあて）〈拳固〉、〈握拳〉：斜当、横当、上当、突上、下突、後突、後隅突、突掛、横打、後打、打下、後押＊、前斜当※、前当※、大前斜当※、大横当※、大前当※、大上当※、左右打※、前後突※、（両手）上突※、大（両手）上突※、左右交互下突※、両手下突※、後突・前下突※
- 手刀当（てがたなあて、手掌の小指側縁）〈手刀〉：切下、斜打、後取＊、斜上打※、斜下打※、大斜上打※
- 肘当（ひじあて）〈肘頭〉：後当、後取＊、大後当※、前後突※
- 〈手甲〉

脚（あし）：
- 膝頭当（ひざがしらあて）〈膝頭〉：前当、両手取＊、逆手取＊
- 蹠頭当（せきとうあて、足蹠の前端）〈足底あるいは足玉〉：斜蹴、前蹴、高蹴
- 踵当（かかとあて）〈踵玉〉：後蹴、横蹴、足踏＊

頭部：
- 〈頭部〉（前頭部および後頭部）：前頭当、後頭当

上記は嘉納治五郎『柔道教本』（1931年）、〈〉は「活法と当て身」（『世界柔道史』1965年）、＊は講道館『決定版 講道館柔道』（1995年）、｢講道館柔道の技名称一覧｣（日本武道館編『日本の武道』2007年）、※は精力善用国民体育、の分類による。
当身技の大部分は、腕や脚でもって掛けられるが、頭部もときに使われる。前頭部および後頭部を力点として使う。相手に抱きつかれたとき、前からならば前額部で、後ろからならば後頭部で相手の顔面を攻撃する。
当て身技を使うときは、敏捷軽快であると同時に、冷静沈着にして、正確に当てなければならないが、当てたあとは、当てた時の早さと同じ速度で（むしろそれ以上速く）、後ろに引き、直ちに次の動作にうつる構えをしなければならない。ゆえに打てば必ず引くことを、合わせて練習しなければならない。
急所
急所は、天神真楊流の名称を踏襲している。
天倒、霞、鳥兎、獨鈷、人中、三日月、松風、村雨、秘中、タン中、水月、雁下、明星、月影、電光、稲妻、臍下丹田、釣鐘（金的）、肘詰、伏兎、向骨。
当身技は形のなかで教授されるが、のちには昇級・昇段審査においても行われることがまれであるため、柔道修行者でもその存在を知らないことも多く、また指導者も少なくなった。

#### 寝技・寝姿勢に関連する当身技
柔道の当身技において、極の形の居取の技「横打」では居取りから肩固で制し倒した受けに対し肘当を水月（みぞおち）に当てる技となっており、居取の技「後取」では座した状態の投げで巻き込み倒した受けに対し拳当を釣鐘（股間の急所）に当てる技となっている。立合の技「後取」では立った状態からの投げで倒した受けに手刀当を烏兎（眉間）に当てる技となっている。
また、精力善用国民体育の単独動作・第二類の当身技・腕当の拳当「下突」(「左右交互下突」「両手下突」「前下突」)は下方・倒れた相手への突き技を想定した動作を体育的に行う運動となっている。
また、当身技・足当の踵当「足踏」は、講道館護身術・徒手の部・組み付かれた場合・｢抱取｣（かかえどり）で使用される際には、踵で足の甲を踏みつける技となるが、応用として倒れた相手への止めの踏みつけの技ともなる。

### 寝技
柔道には固技だけでなくブラジリアン柔術や総合格闘技で言うところのパスガード、スイープの寝技技術が豊富にある。パスガードは抑込技でのスコアにつながるので、あっても不思議はないが、スイープについてはブラジリアン柔術のようにポイントも得られない「スイープ」のような総称、概念もあまりないにもかかわらず豊富にある。UFC以前からパスガード、スイープの技術がある格闘技は珍しく、他にはブラジリアン柔術、前田光世が指導員をしながら技術を吸収したロンドンの日本柔術学校の不遷流の流れをくむ柔術、着衣総合格闘技の柔術ファイティングシステムなどがある。創立当初、寝技はあまり重視されておらず、草創期に他流柔術家たちの寝技への対処に苦しめられた歴史がある。

### 柔道形
講道館の設立当初においては、天神真楊流や起倒流の形がそのままの修行され、当身技の技法、概念もそこから継承され修行されていた。その後、乱取り技や真剣勝負の技など目的ごとに整備分類され技も追加され、大日本武徳会における形制定委員会などを通して古流柔術諸流派との議論・研究の元、「実地に就いて研究の結果、遂に全員の一致を見るに至」り、各流派の技も追加されていき、のちの形の姿になっていった。
嘉納治五郎は次のように書き残している。「従来の柔術諸派の形は、大別して見ると、起倒流、扱心流等を以て代表せしめ得る鎧組打系統の形と、楊心流、天神真楊流等を以て代表せしめる当身、捕縛術系統の形とに大別することが出来る。乱取の形の中、投の形は前者に属し、固の形と極の形は後者に属するものである。かくして出来た極の形も、未だ完全のものと認むることは出来ぬが、今日の儘でも、従来の柔術諸派の形に比して一段優れたものであるということはこれを明言し得る所であるー。｣

## 柔道競技

### 試合
講道館柔道は形（かた）、乱取（らんどり）によって技術を修行するように示されている。しかし競技大会における「柔道」とはほぼ乱取を意味するものであり、形については国民の認識も薄い。
このことから1990年代以降は「形」の競技化が進められ、次項で説明する形競技も行われるようになった。

### 形試合
形の競技化、試合も始まっている。
日本国内では、1997年（平成7年）には講道館と全柔連が全日本柔道形競技大会を開催したことで、形の競技化が始まった。10回（10年）の国内選手権大会を経てからは、形の国際大会開催の機運が高まり、第1回講道館柔道「形」国際大会が2007年に講道館大道場で開催された。ここでは講道館講道館護身術、五の形、古式の形を除く、4種類の形が採用されたが、すべて日本チームが優勝した。ヨーロッパでは2005年（平成17年）に欧州柔道連盟が第1回欧州柔道「形」選手権大会をロンドン郊外で開催した。さらに東南アジア地区のSEA (South East Asia) Gamesでは、2007年から投の形と柔の形が実施されている。
2008年11月には、国際柔道連盟がIJF形ワールドカップをパリで開催したが、投の形では優勝を逃している。
2009年10月には第1回世界形選手権大会がマルタで行われ、こちらは5種目とも日本勢が優勝した。第2回世界形選手権大会は2010年5月、ブダペストで行われ、日本チームは全5種類の形で優勝した。

### 大会

#### 大会のレベル
講道館柔道の試合は、通常、年齢と体重によって制限されており、男女も別である。年齢には下記のように制限がある。
1. マスターズ：30歳以上
2. シニア
3. ジュニア：15歳以上21歳未満
4. ユース
5. カデ：15歳以上18歳未満

#### 主な大会
- オリンピックの柔道競技
- 世界柔道選手権大会
- 全日本柔道選手権大会
- 全日本選抜柔道体重別選手権大会
- 嘉納治五郎杯東京国際柔道大会（2008年をもって終了、グランドスラムに引き継がれる）
- 全日本ジュニア柔道体重別選手権大会
- 講道館杯全日本柔道体重別選手権大会
- 皇后盃全日本女子柔道選手権大会
- 都道府県対抗全日本女子柔道大会（2009年をもって終了）
- 福岡国際女子柔道選手権大会（2006年をもって終了）
- 国民体育大会
- 全日本学生柔道優勝大会
- 全日本学生柔道体重別選手権大会
- 全国高等学校柔道選手権大会
- 金鷲旗高校柔道大会
- 全国青年大会
- 全日本柔道形競技大会
- そのほか柔道の大会も参照のこと

#### 体重別階級
柔道は本来無差別で争われるべきという考えにもとづいていたため、講道館柔道では無差別を除くと段別・年齢別がその区分の中心であった。しかし、東京オリンピック開催を機に、体重による区分を軽量級、中量級、重量級の3階級設けたのが最初である。講道館柔道ではのちに8つの階級に分かたが、主催者や競技者の年齢によって異なることがある。国際大会では、シニア、ジュニア、カデなどで制限が異なる。

##### シニアの個人戦
| 男子       | 男子       | 男子       | 男子       | 男子       | 男子        | 男子      | 男子   |
| ---------- | ---------- | ---------- | ---------- | ---------- | ----------- | --------- | ------ |
| 60 kg 以下 | 60 – 66 kg | 66 – 73 kg | 73 – 81 kg | 81 – 90 kg | 90 – 100 kg | 100 kg 超 | 無差別 |
| 女子       |            |            |            |            |             |           |        |
| 48 kg 以下 | 48 – 52 kg | 52 – 57 kg | 57 – 63 kg | 63 – 70 kg | 70 – 78 kg  | 78 kg 超  | 無差別 |

##### シニアの団体戦
| 男子       | 男子       | 男子       | 男子       | 男子     | 男子 | 男子 | 男子 |
| ---------- | ---------- | ---------- | ---------- | -------- | ---- | ---- | ---- |
| 66 kg 以下 | 66 – 73 kg | 73 – 81 kg | 81 – 90 kg | 90 kg 超 |      |      |      |
| 女子       |            |            |            |          |      |      |      |
| 52 kg 以下 | 52 – 57 kg | 57 – 63 kg | 63 – 70 kg | 70 kg 超 |      |      |      |

##### 世界ジュニア
大会開催年の12月31日時点で年齢15歳以上21歳未満。
| 男子       | 男子       | 男子       | 男子       | 男子       | 男子       | 男子        | 男子      |
| ---------- | ---------- | ---------- | ---------- | ---------- | ---------- | ----------- | --------- |
| 55 kg 以下 | 55 – 60 kg | 60 – 66 kg | 66 – 73 kg | 73 – 81 kg | 81 – 90 kg | 90 – 100 kg | 100 kg 超 |
| 女子       |            |            |            |            |            |             |           |
| 44 kg 以下 | 44 – 48 kg | 48 – 52 kg | 52 – 57 kg | 57 – 63 kg | 63 – 70 kg | 70 – 78 kg  | 78 kg 超  |

##### 世界カデ
大会開催年の12月31日時点で年齢15歳以上18歳未満。
| 男子       | 男子       | 男子       | 男子       | 男子       | 男子       | 男子       | 男子     |
| ---------- | ---------- | ---------- | ---------- | ---------- | ---------- | ---------- | -------- |
| 50 kg 以下 | 50 – 55 kg | 55 – 60 kg | 60 – 66 kg | 66 – 73 kg | 73 – 81 kg | 81 – 90 kg | 90 kg 超 |
| 女子       |            |            |            |            |            |            |          |
| 40 kg 以下 | 40 – 44 kg | 44 – 48 kg | 48 – 52 kg | 52 – 57 kg | 57 – 63 kg | 63 – 70 kg | 70 kg 超 |

無差別は世界柔道選手権大会にはあるが、オリンピックの種目ではない。また日本で一番格式のある全日本柔道選手権大会は無差別で行われる。

#### 国際大会の敗者復活トーナメント戦
また、オリンピックや世界柔道選手権大会では、敗者復活トーナメントも行われる。これは予選トーナメントで敗れた選手の中から、ベスト4の選手と直接対決した選手が出場できる。そして復活トーナメントを勝ち上がった選手と準決勝で負けた選手が銅メダルを争うことになる。このため銅メダルが必ず2つ出る。国際オリンピック委員会は他の競技との兼ね合いから1つにするように通達しているが、国際柔道連盟はこれを拒否している。それどころか2008年北京オリンピック以降はレスリングやテコンドーも銅メダルは2人となっており、格闘競技全般で銅メダルは2枚が相場となっている。
2012年のロンドンオリンピックからは敗者復活戦のシステムが変更になり、準々決勝の敗者のみが出場でき、敗者復活戦の勝者と準決勝で負けた選手で銅メダルを争うことになった。
一方で国内の大会である、全日本柔道選手権大会や全日本選抜柔道体重別選手権大会では行われていない。

#### 大会の変遷
- 1885年（明治18年）-1888年（明治21年） - 警視庁において警視庁武術大会が行われる。講道館は他流柔術と戦う機会を得て、圧勝したと伝えられる[54]。
- 1956年 - 第1回世界柔道選手権大会が東京の蔵前国技館で開催される。
- 1961年（昭和36年） - IJF体重別制。4階級。
- 1964年 - 東京オリンピックで正式競技となる。
- 1967年（昭和42年） - IJF体重6階級。
- 1977年（昭和52年） - IJF体重別制、8階級制。
- 1986年（昭和61年） - 第1回視覚障害者柔道大会開催（講道館）
- 1998年（平成10年） - 全国高校総体個人戦は体重別7階級になる。（於：高松）個人戦は予選リーグを廃止しトーナメントのみ。
- 1998年（平成10年） - 全国中学校大会の女子団体戦（3人制）始まる。
- 1998年（平成10年） - 全日本女子柔道ジュニア選手権大会始まる。（講道館）
- 1999年（平成11年） - 全日本学生柔道体重別団体選手権大会開催。初の体重別団体戦開始。
- 2009年（平成21年） - IJFグランプリシリーズ及び世界ランキング制度が始まる
- 2009年（平成21年） - 第1回学生柔道女子選抜体重別団体優勝大会開催。
- 2014年（平成26年） - IJFは2015年から世界ランキングに入っているすべての選手に対して、他の格闘技の国際大会へ参加することを禁じる方針を打ち出した[55]。
- 2017年（平成29年）- 男女混合団体戦が、8月世界カデ大会（サンチャゴ）において初めて採用される。同月、世界選手権大会（ブダペスト）においてシニアでも採用される。

## 試合のルール
乱取り試合のルールは講道館柔道試合審判規定（旧称・講道館柔道乱捕試合審判規程、以降「講」）と国際柔道連盟試合審判規定（以降「国」）などがある。のちに日本でもほとんどの大会が国際柔道連盟規定（国際規定）で行われるようになったが、大会のレベルなどにより、日本独自の方法や判定基準が採用されている。
講道館柔道試合審判規定による試合は、後々においても講道館において開催されている月次試合や紅白試合、高段者大会などにおいて引き続き継続して採用されている。そこでは2021年現在の国際規定に準拠する試合においては禁じ手扱いとされる脚掴み技や立ち関節技や立ち絞技なども引き続き使用可能となっている。一方で国際規定と異なり、見込み一本が女子においては一時期認められ、男子においても例外的に認める大会が開けるとか、女子では国際規定より早期に蟹挟が禁止、骨折・脱臼で試合続行を認めないなどスポーツライクな差別化も行われている。
かつてはやはり講道館試合規程と同様に嘉納治五郎が中心となってまとめた、「大日本武徳会柔術試合審判規程」（1899年施行、1919年に「大日本武徳会柔道試合審判規程」に改称、1943年に新武徳会柔道試合審判規定として大幅に改定）などがあった。新武徳会規定以前の武徳会規定については、講道館柔道試合審判規程と基本的に内容の異なるものではないが、立技と寝技の比率による寝技の重要性など一部記述の異なるものとなっていた。
また、高専柔道を引き継ぐ七帝柔道の試合においては、寝技を重視する形式での独自の試合を行っている。寝技における制限が少なく引き込みが認められ、また講道館規定同様、従来の脚掴み技や立ち関節技や立ち絞技の使用が認められている。一方で講道館規定、国際規定より早期に蟹挟が禁止がされたり、腕返の投げ技としての無効化、見込み一本の維持などスポーツライクな差別化も行われている。抑込技肩袈裟固・裏固の無効化、高専柔道で開発された抑込技横三角固の一時無効化など守旧的な面もある。
以下の試合方法の記述については、おもに国際柔道連盟試合審判規定（2018年 - 2020年版）（2020年1月13日一部改訂版）について説明する。

### 試合場
試合場内は、9.1 m × 9.1 m（5間）（講1条）、もしくは8 m × 8 mから10 m × 10 m四方（国1条）の畳の上（「試合場」は、講: 14.55 m（8間）、国: 14ないし16 m四方の場外を含めた場所をいう）。試合は、試合場内で行われ、場外でかけた技は無効となる。場外に出たとは、立ち姿勢で片足でも、捨身では半身以上、寝技では両者の体全部が出た時をいう。ただし、技が継続している場合はこれにあたらない（講5条、国9条）。

### 試合の技
講道館規定67種類、国際規定66種類の「投技」と29種類（講道館、国際共）の「固技」を使って、相手を制することを競う。当て身技は使えない。

### 審判員
審判員は主審1名、副審2名の3名が原則であるが、主審1、副審1、もしくは審判員1でも可能である（講17条、国5条は主審1、副審2の構成しか認めていない）。2014年から試合場の審判は主審1人となる。副審2名は審判委員席で二人並んでビデオを確認しながら無線で主審と従来通り多数決裁定で試合を進めていく。ジュリー（審判委員）も試合場の審判と無線でコミュニケーションを取り合うことになるが、必要とみなされた場合を除き技の評価などへの介入は控える。2018年までに副審はビデオを確認しないことになった。しかし、試合場で裁く規定には戻らず無線で主審と連絡し従来どおり多数決により試合を進めていくこととなった。副審が試合場にいないと試合が他の者から見やすいのであった。ビデオ確認の担当はかつての審判委員とは限らずスーパーバイザーがやることが多くなった。
審判に抗議することはできない（講16条）。

### 試合
試合は立ち姿勢から始まる（講10条）。一本勝負であり（講9条）、「一本」の場合残り時間にかかわらずその時点で試合は終了する。「技あり」2回の一本の場合は「合わせて一本」と主審がコールする。試合時間内に両者とも「一本」に至らない場合には、それまでの技のスコアの差で「優勢勝ち」を決する。
- 「技あり」と相手の反則「警告」を合わせた「総合勝ち」の場合も「一本」と同等に扱う。（講）
- 「優勢勝ち」の優劣の差には「指導」による得点も加味される。（講）
- 規定時間終了時に両者の技にスコアの差がない場合には、ゴールデンスコア方式として、試合を延長し一方がスコアをとるか反則負けとなった時点で試合終了となる。（国）
- 規定時間終了時に両者の技にスコアの差がない場合には、審判3人による旗判定で勝敗を決する。（講）

### 試合時間
3分から20分の間であらかじめ定められる（講12）。国体は成年男女、少年男女ともに4分。全日本選手権は6分。国際規定では、マスターズ3分（60歳以上は2分30秒）、シニアの場合、男女とも4分、ジュニアとカデも4分と決められている。「待て」から「始め」、「そのまま」から「よし」までの時間はこれに含まれない（講12条、国11条）。また、試合終了の合図と共にかけられた技は有効とし、「抑え込み」の宣告があれば、それが終了するまで時間を延長する（講14条、国14条）。規定時間終了時に両者の技に優劣の差がない場合にはゴールデンスコアとなり、どちらかが技のスコアか指導をとるまで試合は続行される（旗判定の廃止）。

### 技の評価
技は、「一本」、「技あり」の2つのスコアで評価される。（国）
2019年7月現在においては、一方の者が「技あり」を2つ取ると、「技あり 合わせて一本」（英: waza-ari-awasete-ippon）となり、「一本」に準じた評価が発生。その時点で試合が決する。このことを指して、「合わせ技一本」と言われることもある。

#### 効果と有効
かつての国際規定ではスコアの種類に「効果」と「有効」があったが（1973年導入）、ルール改定により2009年1月1日から「効果」、2017年1月1日からは「有効」が正式に廃止された。講道館規定ではもともと「効果」のスコアはなく「有効」がある。評価の優劣は「一本」に準ずる技のスコアが「技あり」、「技あり」に準ずる技のスコアが「有効」だった。

#### 「技あり 合わせて一本」の経緯
上述の「技あり 合わせて一本」ルールについては、過去、国際柔道連盟が廃止をしたことがある（2016年12月発表分では、2017年1月より適用とされていた。）
その後の国際柔道連盟のルール再改正により、「技あり 合わせて一本」は復活。2019年7月現在において現存する。

#### 投技
一本
- 4つの基準「相手を制しながら」、「背（右肩と左肩の中央を含む）を大きく畳につくように」相当な「強さ」と「速さ」をもって投げた場合（講、国）
- 投げられた者が着地から間がなく転がって背が着いた場合（国）
- 投げられた者が故意にブリッジで背をつくことを逃れた場合（講、国）

技あり
- 相手を制しながら投げ、「一本」の要件「背を大きく畳につく」「強さ」「速さ」のどれか一つが部分的に欠けた場合（講、国）
  - 背を大きく畳につかなくても着地から間があって転がって背をついた場合（国）
  - 背は着かないが片肩から片臀部、片臀部から片肩、腰回りを転がった場合（国）
  - 背は着かないが両手または両肘を同時についた場合（国）
  - 背を大きく畳につかなくても片肘または臀部または膝の着地から直ちに背を着いた場合（国）
  - 背は着かないが片手ともう一方の肘をついた場合（国）

かつての国際規定では、相手を制しながら、相手の片方の肩、尻、大腿部が畳につくように、「強さ」「速さ」をもって投げた場合を「効果」としていたが、改正後はノースコアになった。

#### 固技
固技（抑込技、絞技、関節技）の勝ち方には次の3つがある（講37条、38条、39条）。
1つ目は、抑込技で、国際規定では相手の背、両肩または片方の肩を畳につくように制し、相手の脚が自分との間に入っていない、相手の脚によって自分の身体、脚が下から挟まれていない場合、抑え込みが成立する。抑え込まれている者が相手側の脚を上から挟んだ場合は講道館規定では「解けた」とならないが国際規定では「解けた」となる。全柔連発行の『2018年～2020年国際柔道連盟試合審判規定』ではこのルールを説明する画像が2枚あるがともに相手側の脚を下から脚を挟んだものになっている。抑え込みが「解けた」とならないで、20秒経過すると「一本」になる（講道館規定では30秒）。但し、先に（投げ技、固め技の）「技あり」スコアを持っていれば、10秒経過すると「技あり」で「合わせて一本」になった（講道館規定では25秒）。同様に一定時間の抑込技で以下のように技が判定される。
- 一本 - 20秒間（講：30秒間）抑え込んだ場合。
- 技あり - 10秒以上20秒未満（講：25秒以上30秒未満）、抑え込んだ場合。
- 有効 - 10秒以上15秒未満（講：20秒以上25秒未満）、抑え込んだ場合（2017年より廃止）。

2009年にルールが改正される前の国際規定では10秒以上15秒未満抑え込んだ場合「効果」と判定されていた。
2つ目は、固め技で、相手が「参った」と発声するか、その合図（相手の体もしくは畳を審判に分かるように2 - 3回叩く）をすれば「一本」勝ちになる。
3つ目は、絞技と関節技で、技の効果が十分に現れた時である。（国：相手に戦意、戦闘能力がなくなった時）
この条件には、脱臼、骨折、気絶がこれにあたる。（国：脱臼、骨折は主審が戦意、戦闘能力があるとみなせば続行）
参加選手の程度によって、関節技や絞技が完全に極まっていれば、安全のため、選手が「参った」の表明や脱臼、骨折、気絶をしなくても主審の判断で「一本」にできる大会がある。これを「見込み一本」という。これを採用するかどうかはその大会の前に決められる。（講のみ）
小・中学生以下は安全のため関節技・絞技禁止（講・少年規定による）。

### 禁止事項

#### 講道館規定
指導
- 立ち姿勢で極端な防御姿勢をとる、消極的な態度、攻撃の意志がない
- 帯や上衣の裾を相手の腕に1周以上巻き付け括る
- 防御のためや投げ技・巧みではない寝技に移るための立ち姿勢の相手への脚掴み

など
注意
- 頸部以外を絞める
  - 胴絞は両脚を伸ばして絞めている場合は反則で胴に脚を絡めてるだけでは構わない
  - 相手の襟を持たない自分の指、拳や自分の裾、帯で首を絞める
  - 相手の腕を中に入れずに両脚で首を絞める

- 寝技に引き込んでよい条件を満たさずに寝技に引き込む

など
警告または反則負け
- 立ち姿勢から体を一挙に捨てて腕挫腋固を取ること
- 河津掛
- 肘以外への関節技
- 柔道精神に反する行為
- 蟹挟（大会の程度によって禁止にも認めることもできる）
- 背を畳についてる相手を持ち上げたり、抱き上げ相手を畳に叩きつける
- 背後からからみついた相手を制して後方に倒れ込む
- 楔刈

など
反則負け
内股、跳腰、払腰などの投げ技の際、自ら頭から突っ込む

#### 国際規定
指導
- 立ち姿勢で極端な防御姿勢をとる、消極的な態度、攻撃の意志がない
- 両者立ち姿勢での関節技・絞技
- 帯や上衣の裾を相手に1周以上巻き付け括る
- 帯より下の帯と一緒ではない帯に入った裾掴みを含む脚掴み
- 相手の胴（胴絞）、頸、頭を自身の両足を交差し、自身の両脚を伸ばして絞める（三角絞は頸と腕を絞めているので対象外）
- 相手の襟を持たない自分の指や自分または相手の裾、帯で首を絞める（書籍『柔道のルールと審判法』は、拳での絞めも指を使っていると解釈すべきだろう、としている）
- 寝技に引き込んでよい条件を満たさずに寝技に引き込む
- 絞技・関節技のさい、過度に相手の脚を伸ばす
- 自身および相手の上衣の裾を故意に帯から出す

など
反則負け
- 投げられた際、頭から畳に突っ込んで着地やスコアを逃れる (head defence)
  - 背負落、背負投、両袖を持った袖釣込腰、両手で襟を持った腰車などの場合は故意でなければ反則とはならない

- 投げ技の際、自ら頭から突っ込む (diving)
- 立ち姿勢の肩三角グリップから投げようとする
- 楔刈
- 3回目の指導

反則負けおよび失格
- 河津掛
- 肘以外への関節技
- 立ち姿勢から腕挫腋固を掛けようとしながらか、掛けながら倒れ込む
- 柔道精神に反する行為
  - 相手の足を踏んで2回目の「待て」を取られる ほか

- 背後からからみついた相手を制し後方に倒れ込む
- 背を畳についてる相手を持ち上げたり、抱き上げ相手を畳に叩きつける
- 蟹挟

など

### 禁止事項に対する罰則
禁止事項に抵触する行為に対しては、審判から「指導」が与えられる。重大な違反行為に対しては「反則負け」が宣告される場合もある。「指導」に対しては違反行為の重さ（講）に応じて、相手側に得点が与えられる。ただし、2014年からの国際規定では、指導は3回目までスコアにならず、技のスコア以外はスコアボードに表示されないことになった（これにより、技ありと指導3を合わせた総合勝ちは成立しなくなった）。4回目の指導が与えられた場合は反則負けとなる。試合終了時に技のスコアが同等の場合は、指導の少ない方の選手を勝ちとする。
- 「1回目の指導」（講）では、得点は与えられない。
- 「2回目の指導（注意）」（講）では、相手側に「有効」のスコアが与えられる。
- 「3回目の指導（警告）」（講）では、相手側に「技あり」のスコアが与えられる。
- 「3回目の指導」（国）では、「反則負け」に。
- 「反則負け」（講）では、相手側に「一本」のスコアが与えられる。

### 得点表示
得点表示の例（青（赤）が一本、白が技あり1回、有効1回の場合）
| 青 (B) ／赤 (R) | 1 | 0 | 0 |
|                 | I | W | Y |
| 白 (W)          |   | 1 | 1 |

有効がある大会では試合場やテレビ中継での得点表示は、有効な技の回数が、左から、一本 (I) 、技あり (W)、有効 (Y) の順に表示される。上下に列記される場合もある。上記の例の場合、希に有効の回数が2桁になると、野球のスコアボードと同様、正しい表示ができない。

### 試合規定の変遷
- 1885年（明治18年）-1888年（明治21年） - 警視庁において警視庁武術大会が行われる。規定についての明確な資料は残されていない[54]。
- 1895年（明治28年） - 大日本武徳会が設立され、武徳祭において毎年、大演武会と武術大会が行われる。武術大会における乱捕り試合規定は試合ごとの申し合せで決められていたとされる。
- 1899年（明治32年） - 大日本武徳会において大日本武徳会柔術試合審判規程[64]または規定[65]制定。規定制定委員長の嘉納治五郎の原案をもとに、講道館を含む10名の古流柔術家の委員によって評議、決定される。二本先取の三本勝負を採用する。この規程と翌年定められた講道館柔道乱捕試合審判規程制定にて柔術＝柔道の通常乱捕り試合時の各種禁じ手も設けられる。手首、手足の指関節技への関節技が禁止技となった。技あり合せて一本の技ありの回数は審判の裁量に。抑込一本の秒数は審判の裁量に。関節技・絞技において、見込み一本も認められていた。書籍『最新スポーツ大事典』によると足首への関節技は認められていた。一方、書籍『柔道大事典』によると禁じられていた。同書によると胴絞、足緘、首関節技も禁じられていた[65][66]。
- 1900年（明治33年） - 講道館柔道乱捕試合審判規程[64]または規定[65]制定。手足の指関節技、足取緘など足首への関節技が禁止技となった[66][67]。関節技・絞技において、見込み一本も認められていた。
- 1916年 - 講道館柔道乱捕試合審判規程改正。足緘、胴絞は禁止となった[68]。
- 1919年以降、大日本武徳会柔術試合審判規程が大日本武徳会柔道試合審判規程に改称。
- 1924年（大正13年） - 「引き込み」を禁止。それまで二本先取で勝敗を決する「三本勝負」で行われていた柔道試合を一本勝負で決する審判規程変更。
- 1924年（大正13年） - 武徳会柔道試合審判規定および1925年、講道館柔道乱捕試合審判規程で縦方向からも横方向からでも相手を水平に相当の高さに巧みに持ち上げた場合は審判の見込みで投げ落とすことをやめさせ、持ち上げたる者を勝者にすることになる。（抱上一本）[69]
- 1925年（大正14年） - 書籍『最新スポーツ大事典』によると、武徳会、足緘を禁止技に。三本勝負を一本勝負に変更[65]。
- 1926年までに腕の関節以外の関節技は禁止技に[70]。
- 1929年（昭和4年） - 御大礼記念天覧武道大会柔道乱捕試合規程、審判員3人、姿勢・態度・技術等の基準による「優勢勝ち」制定。
- 1941年（昭和16年）、講道館柔道乱捕試合審判規程で、抱上について、相手が仰向けならば体勢は問わず、投げ落とすことは禁止、と改正された[69]。主審の主観で決めていた抑込一本の時間を30秒に統一。固め技での「技あり」が抑込技のみに[71]。また固技に関して、従来立技からかけることを禁止されていたのを「立ちたるまま絞技、関節技を掛け、技が相当の効果を収めた場合に限り」寝技に移れる旨改正され[72]、立った状態からの固技を認めるようになった[73]。
- 1942年（昭和17年） - 大日本武徳会が改組される。1943年（昭和18年）、新武徳会柔道試合審判規定において柔道試合の戦技化が意図される。条件付きであるが当身技の使用を認める条項の追加。（一）等外者は肘関節、（二）有等者は肘関節、手首関節、足首関節、（三）称号受有者は脊柱関節を除く全関節、として等級称号によって制限はあるが、脊柱以外の全ての関節への攻撃が許される関節技の緩和。[73]
- 1945年（昭和20年） - 日本の敗戦に伴い武道禁止令。1946年（昭和21年） - 大日本武徳会解散。1949年（昭和24年） - 全日本柔道連盟の発足。1950年（昭和25年） - 文部省からGHQに学校柔道復活に関する文部大臣請願書の提出。戦時中に行われた当身技、関節技等の中で危険と思われる技術を除外する内容で学校柔道の復活の旨。
- 1950年（昭和25年） - 国際柔道協会（プロ柔道）発足。指、足首、手首、肩などへの関節技を認めるルールを採用。同年内に解散。
- 1951年（昭和26年） - 審判規程の名称をそれまでの「講道館柔道乱捕試合審判規程」から「講道館柔道試合審判規程」に改称。審判規程の改正。新しい競技規程として試合場、柔道衣の規格規程。関節技・絞技において、「参った」がなくても気絶、骨折、脱臼があった時は一本に。見込み一本はなし。抱上一本について持ち上げる高さを「おおよそ肩の高さ」に改正[69]。「技あり」に近い技への評価、スコアとして「有効」を採用。「優勢勝ち」の基準制定。「技あり」、「有効」の数は絶対ではなかったが「技あり」については数が多いものがほとんど勝ちとなっていた。明確でなかった抑込技での「技あり」の時間が25秒とされた[74]。
- 1955年（昭和30年） - 講道館柔道試合審判規程改正、「技あり」後の「抑え込み」25秒で合わせ技一本など。
- 1957年（昭和32年） - 講道館柔道試合審判規程改正。「技あり」と「警告」による勝ちを「総合勝ち」とする。
- 1962年 - 講道館柔道試合審判規程準改正。抑え込みだけでなく、寝技全般でも場外に出そうな場合は「そのまま」宣告からで場内に引き入れることとした[75]。
- 1966年（昭和41年）3月1日 - 「講道館柔道試合審判規程」から「講道館柔道試合審判規定」に改称。投げられた者の全身が場外に出ても投げのスコアが認められるようになった[75]。原則は取れないが大会によっては関節技、絞技で見込み一本が取れるように一部復活。
- 1967年（昭和42年） - IJF試合審判規定（国際規定）が制定。見込み一本はなしに。
- 1974年（昭和49年） - 国際規定改正に。投げ技へのスコアとして「有効」「効果」を採用。
- 1975年（昭和50年） - ウィーン世界選手権から「効果」を採用。
- 1980年 - 講道館試合審判規定改正。女子に関する規定を追加。習慣だった白Tシャツ着用義務を明文化。白線入り帯着用。見込み一本ができることに。
- 1981年 - 国際規定で抱上ではスコアがとれないことに[69]。
- 1981年までに講道館試合審判規定で体を一挙に捨てる腕挫腋固が警告または反則負けに。自ら頭から突っ込む投技が反則負けに[76]。
- 1982年（昭和57年） - 講道館試合審判規定・少年規定。
- 1985年 - 講道館試合審判規定改正。女子で蟹挟が禁止となった[77]。罰則は「警告」となった。抱上一本が削除に[69]。
- 1989年 - 講道館試合審判規定改正。成年男子でも蟹挟を各大会主催者の判断で禁止することが可能に[77]。罰則は「警告」となった。
- 1993年 - 国際規定で講道館規定に合わせる形で柔道衣を口で噛む行為が指導に[67]。
- 1994年までに[78]、国際規定で男女で蟹挟は禁止技となった。罰則は「警告」となった。
- 1995年（平成7年） - 講道館試合審判規定改正。女子も男子に合わせ一部の大会を除き原則、見込み一本はとらなくなった。
- 1997年（平成9年） - IJF総会でブルー柔道衣導入可決。国際規定で抑込技が25秒で一本に[79][注釈 4][80]。
- 1998年までに国際規定では関節技などで脱臼、骨折の場合は主審がまだ戦闘能力があると見なされれば一本はとらないことになった[81][80]。
- 1998年までに国際規定において、抑え込み中に、抑え込まれている者が、相手の脚を相手側の脚を上からでも両脚で挟むことができた場合、「解けた」となることに[82]。一方、2004年まで現役だった瀧本誠は、自身が現役のころはこれでは「解けた」にならない規定だった、としている[83]。
- 1998年（平成10年） - 国際規定で抑込技裏固が無効に。蟹挟と倒れ込む腕挫腋固の罰則が「反則負け」に変更。蟹挟は重大な違反の一つ「特に頸や脊椎・脊髄など、相手を傷つけたり危害を及ぼしたり、あるいは柔道精神に反するような動作をする。」の附則で禁止された[77][84]。（2018年、本則に明記）
- 1998年（平成10年） - IJF公式大会として初めてブルー柔道衣採用される。ワールドカップ（ミンスク）。
- 2000年（平成12年） - 福岡国際女子柔道選手権大会で全柔連初の審判ビデオ試行。
- 2003年（平成15年） - 世界選手権大会の女子のシニア試合時間を5分に。国際規定の罰則を「指導」と「反則負け」に二分化。延長戦「ゴールデンスコア」採用。
- 2008年（平成20年） - 国際規定でスコアの「効果」を廃止。（2009年1月実施）
- 2009年（平成21年）10月 - 国際規定において双手刈・朽木倒等の脚掴み技を禁止ではないが制限される。1度目は指導、2度目は反則負けに。
- 2010年（平成22年） - 国際規定で両者とも相手を持っていない状態からのいきなりの「抱きつき」 (bear hug) を規制[85]。脚掴み技を1度目で反則負けに[86]。
- 2013年（平成25年） - 2013年2月のグランドスラム・パリから8月のリオデジャネイロ世界選手権までの期間、国際規定において畳上1人審判制、ピストルグリップやクロスグリップや帯を持った場合は即座に攻撃しなければ指導が与えられる変則組み手や組み手争いに対する罰則強化、帯から下を掴む行為や脚掴みの全面禁止、旗判定の廃止、抑込技の時間短縮、抑込技裏固復活などの大幅なルール改正案が試験導入されることに決まった。この結果を検証して、正式導入されるか改めて協議されることになる[87][88][89]。
- 2014年までに国際規定において両手で相手の上衣を掴んでいる場合は腕が相手の脚に触れても脚掴みの反則にはならないことに[90]。
- 2014年（平成26年） - 2014年1月のコンチネンタルオープンから新たなIJF試合審判規定が導入されることになった[56][91]。相手の片腕と頭部を両腕で抱える肩三角グリップに立ち姿勢でなった場合は「待て」に。寝姿勢でも肩三角グリップから相手の胴を両脚で挟んだら「待て」に。立ち姿勢、寝姿勢の区別が変更に。背か腹か両手腕両膝を畳についていなければ立ち姿勢の相手が直ちに投げられればスコアの対象に。この時も立ち姿勢の相手への脚掴みも禁止。膝をついてる相手の後頭部や背に脚を掛けて返して背を着かせた場合は横三角固などの固め技とみなされ投げ技のスコアは与えられない。両者が両膝をついている場合は寝姿勢あつかいのまま。立ち姿勢の自身や相手の上衣の裾を故意に帯から出す行為が指導に[92]。
- 2015年までに国際規定において、帯より下の帯に入った上衣の裾掴みも脚掴みに含まれ反則負けに[93]。
- 2016年 - 国際規定において立ち姿勢で肩三角グリップから「待て」を無視して投げた場合は反則負けに。
- 2016年 - リオデジャネイロオリンピック女子57 kg決勝戦でラファエラ・シルバが袖を持った腕の肘で相手の脚を掬って技ありを取るが脚掴みの反則ではないか、と騒動になる。IJFは反則ではない、と見解を示す。
- 2017年（平成29年）までに国際規定において投げ技で両肘または両手で着地した場合、技ありに。片肘、臀部、または膝で着地したのち続いて直ちに背中をついた場合、技ありに。
- 2017年（平成29年） - 国際規定において以下のような新ルールが適用されることになった。男子の試合時間は女子と同じく4分間になった。有効が廃止されて技のスコアは一本と技ありのみ。技ありは従来の「有効」を含むため、いくら取っても一本にはならない（技あり合わせて一本の廃止）。本戦で技のスコアが入らない場合は例え指導を取っていても勝利にはならずゴールデンスコア方式（以下GSと表記）に突入する。GSでは技のスコアか、本戦終了時の指導数の差に変化が生じた時に決着する。ただし、本戦終了時点で、与えられた指導が多かった選手がGSにおいて相手の指導により勝利するためには、相手が2回、もしくは3回連続で指導を受けることが必要となる。指導は3度取られると反則負け。脚掴みは1度目が指導、2度目が反則負けに戻る。また、マウスピースの装着が認められることになった[60][61][94][95]。
- 2017年（平成29年）- 講道館柔道試合審判規定改正。抑込技裏固、浮固が認められる。
- 2018年までに国際規定では立ち姿勢での肩三角グリップからの投げ技は「待て」の前でも反則負けに。投げ技において着地やスコアを逃れようと頭から畳に突っ込んだ場合、ヘッド・デフェンス (head defence) で反則負けに。
- 2018年（平成30年）- 国際規定において前年の暫定ルールに以下のような修正が加えられた。
  - 技あり2つで一本（技あり合わせて一本）が復活した。技によるスコアか反則勝ちのみで勝負が決することになり、従来のようにGSにおける指導決着は取り除かれた[96]。
  - 投げ技で着地から間がなく転がって背が着いた場合、一本に。間があって転がって背が着いた場合、技ありに。過度に間があった場合はノースコアに。
  - 返し技において、畳に着地した際の衝撃を利用して返し技を仕掛けてもスコアにはならない。先に畳に背を付けてから返し技を繰り出してもスコアにはならない。
  - 投げ技で片肩から片臀部、片臀部から片肩、腰回りを背を着かないで転がった場合、技ありに。
  - 投げ技で片手ともう一方の肘をついた場合、技ありに。
  - 一度、寝姿勢になっても立ち上がって投げられば投げ技のスコアの対象となる。
  - 立ち姿勢での関節技、絞技が指導に、特に危険な場合は反則負けに。関節技、絞技での立ち姿勢、寝姿勢の区別は2013年より前と変更なく相手が膝をついていれば寝姿勢扱いで関節技、絞技を掛けることができる。したがって膝をついているが両手腕両膝、背、腹がついていない場合は立ち姿勢の相手から投げ技も固め技（関節技、絞技、抑込技）も仕掛けられ、さらには立ち姿勢の相手の脚を掴む防御もできない危機にあることに。
  - 絞技、関節技において過度に相手の脚を伸ばした場合は指導に。
  - 立ち姿勢の相手の上衣の裾を故意に帯から出す行為も指導に2014年からなっているはずが、全柔連発行の『2018年〜2020年国際柔道連盟試合審判規定』ではこの記載はなく対象は自身の上衣だけである[97]。
  - 脚掴みは通常の指導に変更される。（脚掴み指導2回での「反則負け」の廃止）
  - リオデジャネイロオリンピックでの騒動に関連し、相手の襟や袖を持った手腕（主に肘）での動作は脚掴みの反則の対象とならないことを明らかにした[96]。一方、全柔連発行の『2018年〜2020年国際柔道連盟試合審判規定』では「柔道衣を持っていなければ罰則にならない」と異なる記載をしている[98]。
  - 相手の上衣など相手をしっかり手で握っていない触っただけの後の「抱きつき」も指導に。相手が自らを持ってるだけで自らは相手を持っていない場合の「抱きつき」も指導に。
  - 背負落、両袖を持った袖釣込腰、両手で襟を持った腰車などの際、頭から畳に突っ込むヘッド・デフェンスも故意でなければ両者とも反則とはならない。
  - 寝技での不利な状況の選手に「指導」を与える場合と、寝技で医療行為が必要な場合に限定されていた主審の「そのまま」の宣告について、寝技なら必要な時いつでもできることに。
- 2019年までに国際規定において、帯と一緒に裾を掴むことは脚掴みにならず許されることに。
- 2019年3月8 - 10日に開催されたグランプリ・マラケシュより、国際規定では帯から外に上衣の裾（背部を含む）が出るなど試合中に柔道衣が乱れた場合は、待てが掛かった直後に選手自ら柔道衣を素早く整えなければならなくなった。それを怠って主審に2度注意された場合は指導が与えられる。なお、帯を解いて柔道衣を整える場合は、主審の指示や許可を得なければならない[99]。
- 2019年11月のグランドスラム・大阪2019からIJF主催大会において「上衣の裾が臀部を完全に覆う」の検査が厳しくなる[100]。
- 2020年 -  国際規定が以下のように変更。
  - 立ち姿勢での関節技が禁止になった2018年以降も投げ技のスコアが与えられていたり[101][102]、指導が与えられなかったことがある[103]両者立ち姿勢での腕返が関節技とみなされ指導に。
  - 頭から畳に突っ込んでも故意でなければ両者とも反則とはならない投げ技に背負投が加わる。
  - 立ち姿勢の肩三角グリップから投げようとしただけで反則負けに。寝姿勢の肩三角グリップから立ち上がり投げようとした場合は「待て」となる。
  - 投げ技で両肘または両手で着地した場合の技ありが「同時」に限定。片手ともう一方の肘の着地の技ありの場合は同時でなくてもよい。
  - 相手の足を踏むことは「待て」に。1回目は指摘のみ、2回目は反則負けに[104][105]。
- 2020年1月29日 - 全柔連が、国際規定では立ち姿勢の相手の上衣の裾を故意に帯から出す行為も指導、という旨の資料を発行[106]。2014年からの規定であった。
- 2020年2月28日 - 全柔連が、国際規定では故意に相手の頭髪を掴んで技を仕掛ける行為を「待て」にとする資料を発行。1回目は指摘のみ、2回目は反則負けに。立ち姿勢の相手の上衣の裾を故意に帯から出す行為も指導、という旨の資料を再発行。さらには「今後は」とも記載されていた。実際は2014年からの規定で全柔連が派遣した松村颯祐の対戦相手キム・ミンジョンが2019年世界ジュニア柔道選手権大会でこれで指導を取られている[107][108][109]。

## 段級位制

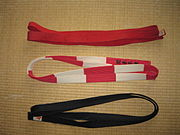
柔道の段帯

講道館柔道では段級位制を採用している。これは、数字の大きい級位から始まり、上達につれて数字の小さな級位となり、初段の上はまた数字の大きな段位になってゆくものである。
段位制は囲碁、将棋において古くから行われていたが、それを武道界で最初に導入したのは、嘉納治五郎の講道館柔道である。その後大日本武徳会が、警視庁で導入されていた級位制を段位制と組み合わせて段級位制とし、柔道・剣道・弓道に導入した（なお、武徳会は戦後GHQにより解体されたため、1948年には武徳会で取得した段位を講道館の段位として認める特例が取られた）。
初段が黒帯というのは広く知られており、「クロオビ」は英語圏でも通用する単語となっていて、米国では黒帯を英訳した『Black Belt』という雑誌も発行されている。元々、柔道の帯は洗濯しないのが基本であり、稽古の年月を重ねるうちに黒くなっていくことから、黒帯が強さの象徴となったのであり、茶帯が白から黒に至る中途に設定されているのはこの残存形式であるとも言われる。
柔道の創始者である嘉納治五郎は『柔道概要』の中で「初段より昇段して十段に至り、なお進ましむるに足る実力ある者は十一段十二段と進ましむること際限あるなし」と述べている通り上限は決められていない。ただし十段よりも上へ昇段した前例は無く、今日では十段が事実上の最高段位になっている。そもそも段位は柔道の「強さ」のみで決まるものではないため、高段者になればなるほど、名誉段位という意味合いが強くなっている。実際に、昇段のための条件（競技成績・修業年限・審判実績など）が明文化されているのは八段までで、九段の昇段については存命の九段所有者が審議して決めることになっており、十段については講道館長の裁量に任されるなど、基準が非常に曖昧になっている。一方、現役選手では三 - 五段までがほとんどで、これは全日本柔道選手権やオリンピック柔道競技、世界柔道選手権、春・秋の講道館紅白試合の技量抜群者に与えられる「特別昇段」の段位上限や、年齢・修行年限などの制限が課されているためである。実際にオリンピック2連覇で世界選手権を7度制した谷亮子も、現役時代の段位は四段であった。
なお、2025年現在での講道館十段所有者は、山下義韶、磯貝一、永岡秀一、三船久蔵、飯塚国三郎、佐村嘉一郎、田畑昇太郎、岡野好太郎、正力松太郎、中野正三、栗原民雄、小谷澄之、醍醐敏郎、安部一郎、大沢慶己（昇段年順）の15人のみで、柔道入門者12万人に1人と非常に狭き門となっている。2021年に醍醐、2022年に安部・大沢が相次いで亡くなったたため、2025年現在において講道館十段位所持者で存命者は存在しない。また国際柔道連盟での十段所有者は、アントン・ヘーシンク（オランダ）、チャールズ・パーマー（イギリス）、ジョージ・カー（イギリス）の3人となっている。他にもフランス柔道連盟のアンリ・クルティーヌ、オランダ柔道連盟のnl:Jaap Nauwelaerts de Agéが十段位を取得している。女子では十段は、2011年8月にアメリカ柔道連盟より十段を取得した福田敬子（在アメリカ）ただ1人である（講道館は九段）。
昇級・昇段のためには全国の各団体が講道館の認可を受けて行う昇級試験・昇段試験を受験する必要がある。級においては試験は受験者同士の試合形式で行われ、結果が優秀であった場合は飛び級も認められる。初段以上では、試験は試合・柔道形の演武・筆記試験の3点の総合成績で判定を行うのが基本であるが、実施母体により異なる場合もある。（注下記）初段の試験に合格した時点で正式に講道館への入門を認められ、会員証が発行されるとともに黒帯の着用が認められる。

## 称号制
戦前の武道組織「大日本武徳会」においては、柔道範士、柔道教士、柔道練士（精錬証受賞者）の、柔道（柔道家、柔術家）の称号が定められていた。

## 礼法
講道館は1967年（昭和42）3月15日に柔道礼法のその趣旨と動作について「試合における礼法」として発表している。

## 稽古方法
講道館柔道において稽古（けいこ）は、おもに形と乱取によって行われる。嘉納治五郎はこれについて「形とは、攻撃防御に関し予め守株の場合を定め、理論に基づき身体の操縦を規定し、その規定に従いて、練習するものをいう。乱取とは一定の方法によらず、各自勝手の手段を用いて練習するものをいう」と述べている。形と乱取りは別物と考えてはならない、根本の原理、その精神は変わりがないからである。また、初期の講道館における状況を嘉納師範は、次のように述べている。「明治維新の前は柔術諸流の修行は多く形によったものである。幕府の末葉にいたって楊心流をはじめ起倒流、天神真楊流その他の諸流も盛んに乱取を教えるようになったが、当時なお形のみを教えていた流派は少なくなかった。然るに予が、講道館柔道において乱取を主とし形を従とするに至ったのは、必ずしも形を軽んじたが為ではない。まず乱取を教え、その修行の際、適当の場合に説明を加えて自然と各種の技の理論に通暁せしむるようにして、修行がやや進んだ後に形を教えるようにしたのである。その訳はあたかも語学を教える際、会話作文の間に自然と文法を説き、最後に組織を立ててこれを授くるのと同様の主旨によったのである」。
また、嘉納は柔道の修行の方法を四種、「形」と「乱取」の他に「講義」と「問答」についても挙げている。講義により、技の道理を解剖学、生理学、物理学などの観点からも学び、勝負上必要な心の修め方、心身鍛練に関する注意心掛けなどをまた学び、心理学、倫理学などの観点からも学び、それらについて時間を費やして説き及す必要性について嘉納は説く。またや勝負事があり修行者の心が勇んでいるときにはその場に適する話をし、祝日、寒稽古の開始式などにはそれ相応の講義をし、平素においては礼儀作法、人としての一般の心得など講義する必要を説く。そして問答により修行上の理解、応用を深めることの重要性について言及している。柔道の修行目的の「練体」「勝負」「修心」のうちの、徳性を涵養する、智力を練る、勝負の理論を世の百般に応用する、人間の道を講ずることを目的とする「修心法」についての内容を多く含む修行法となっている。
また、上記四種の稽古方法の他、「国民体育」を後年に嘉納は挙げる。嘉納は1927年(昭和2年)の発表以降、従来の形や乱取りを補える「国民体育」として、#精力善用国民体育(攻防式(武術式)/舞踊式(表現式))を学ぶことを推奨している。服装・場所・時間の自由に、単独・対手の有無関わらずに、柔らかく静かに（体育的）も、強く早く（武術的）も出来、興味本位にも実用本位にも、日々体育として億劫でない仕方で行え、万人に実行しやすいものとする。屈筋が多く激烈なる運動である乱取りに対し、伸筋や反る運動を含み、また冴えのある当て身とその対処も意識出来ることで自然と正しい乱取り稽古に繋がるとする。形・乱取りを修行するものは、同時に国民体育を心得ていなければならぬとしている。
嘉納は「形乱取を道場において練習する柔道」としているが、同時に「柔道の修行者は道場練習以外の修養を怠ってはならぬ」ともしている。

## 公認審判員規定
柔道の公式試合は国内、IJFともに認定を受けた審判員が試合を司ることになっている。審判員は公認審判員規定によって資格が管理されている。国内の審判員はS、A、B、Cに分けられ、各審判員は研修会に参加して資格を維持している。国際はインターナショナル、コンチネンタルの2種類がある。
外部リンク
柔道史年表

## 公認柔道指導者資格制度
公益財団法人全日本柔道連盟における、柔道指導者のさらなる資質の向上、及び指導力の強化を図り、日本柔道の普及・発展に寄与することを目的に「公認柔道指導者資格制度」が設けられた。
全日本柔道連盟が公認する柔道指導者として、A指導員、B指導員、C指導員、準指導員の4つの区分が設けられている。
外部リンク
指導者になるには

### 理想の柔道教師
生前、嘉納治五郎は、ただちに完全を望むことの困難さも指摘しながらも、次のように理想の柔道教師像に言及し掲げている。
```
柔道教師たるものは、攻撃防御の術において熟練しておらねばならず、またその攻撃防御の術においても、無手の術においてはもちろん、棒を用い、剣を使う術においても堪能であって、また勝負上の理論も心得、同時に、体育家として必要なる知識を有し、かつその方法にも修熟し、また教育者としては、道徳教育の理論にも通暁し、訓練の方法にも達し、しかのみならず、柔道の原理を社会生活にも応用する上において、精深なる知識を有し、方法をわきまえているという資格を要する。かくのごとく各方面のことを一人で具備したるものがあるならば、最も優れた教育者というべきである
[
116
]
。
```

### 全日本柔道連盟が求める指導者
嘉納治五郎の掲げる理想の柔道教師を踏まえ、全日本柔道連盟は今後の指導者養成の目指すべき指導者理念として理想の指導者像を掲げている。
1. 講道館柔道の魅力を正しく伝えることができる指導者
2. 社会に有益な人材を育成する指導者
3. 人権を尊重し多様性に配慮する指導者
4. 安全に配慮しコンプライアンスを徹底する指導者
5. 柔道MINDを実践する指導者
6. 自己研鑽により成長を続ける指導者

## 柔道技法の思想と歴史
今日周知されているような体育としての柔道観、人間教育としての柔道観以上に、嘉納治五郎の柔道観はもともと幅の広いものであった。1889年（明治22年）の講演「柔道一班並二其教育上ノ価値」の中において嘉納は柔道修行の目的を「修心法」(知徳育/応用)、「体育法（別名・練体法、鍛錬法）」(体育)、「勝負法（別名・護身法）」(武術/真剣勝負/護身)とし（時に「慰心法」を含む）、柔道修行の順序と目的について、上中下段の柔道の考えを設けて、最初に行う下段の柔道では、攻撃防御の方法を練習すること、中段の柔道では、修行を通して身体の鍛練と精神の修養をすること、上段の柔道では究竟的な目的として下段・中段の柔道の修行で得た身体と精神の力（心身の力＝能力・活力・精力）を最も有効に使用して、世を補益することを狙いとした。武術としての柔術（勝負法）をベースに、体育的な方法としての乱取り及び形（体育法）、それらの修行を通しての強い精神性の獲得（修心法）を同時に狙いとしていた。

### 武術としての柔道（勝負法）
武術としての勝負法の柔道について嘉納治五郎は「まず権威ある研究機関を作って我が国固有の武術を研究し、また広く日本以外の武術も及ぶ限り調査して最も進んだ武術を作り上げ、それを広くわが国民に教へることはもちろん、諸外国の人にも教へるつもりだ」との見解を述べており、研究機関を作り世界中の武術を研究して最も進んだ総合的な武術をこしらえたいとの考えも持っていた。
柔道の歴史の中で、当身技を含む柔道勝負法の乱取り、古武術・古武道の技法を取り入れ武器術等も学ぶ古武道研究会や講道館棒術、当身技を体育的に行う精力善用国民体育、柔道理論を再整理し投技と固技に対し当身技と立ち関節技によって離れて行う離隔態勢の柔道（柔道第二乱取り法）などが研究され実践されてきた経緯がある。

#### ゴム刀を用いた練習、柔道と武器術の融合の思想
嘉納治五郎は、1918年頃に柔道の新しい練習法の導入を予告している。これからの柔道における剣・棒などを用いた武器術を学ばせるにあたり、幼少のものの練習には安全性を考慮してゴムや布製の刀を用いてやらせたいと次のように述べている。「予が昨今考えて居る所では、幼少のものの柔道の修業には、始めから竹刀の代わりに護謨（ゴム）、布などで作った空気入の刀を用ひて、打ったり突いたり、又それを外したりする形を教へることにしたいと思ふ。要するに従来の剣道の形として教へて居たものを、或る形で柔道の練習として加へたいのである。」のちのスポーツチャンバラに相当する練習法の導入を想定していた。
また、今後の柔道における武器術との融合についても次のように述べている。
「本来からいえば、槍でも、薙刀でも、その他何でも攻撃防御の目的に適うものは柔道の内に内包されるはずのものであるが、剣と棒とは、武器の中でも最も応用の広いものであるから、世間でいう剣道は、ある形で柔道の内に最必要なる一要素として這入ってくるべきものと考えられる。」「従来の柔道と剣道とは、合体して一のものになるはずと思う」と嘉納は予言していた。

#### 日本から外国へ渡った柔道家達による普及上の武術的活動
また一方で外国に渡り柔道普及活動の一環で異種格闘技を戦い名声を上げた谷幸雄や前田光世などの活躍もある。
世界を戦い渡り歩いた前田光世は旅先から日本在住の友人薄田斬雲宛にいくつかの手紙を送っており、幾多の戦いを通しての異種格闘技戦の「セオリー」が詳細に記録されている。そこでは前田が対峙したレスリング（西洋角力）やボクシング（拳闘）に対する歴史的分析、対策、勝負時の条件等を考察している。前田はレスリング、ボクシングの油断ならない面倒であることを述べながら、同時に柔道こそ世界最高の総合的かつ実戦的な格闘技だという自負を語る。「我が柔道は西洋の相撲（WRESTLING）や拳闘（BOXING）以上に立派なものであることは僕も確信している。拳闘は柔道の一部を用いているだけで、護身術としては幼稚なものだ。（中略）（拳闘は）個人的なゲームで、八方に敵を予想した真剣の護身術ではない。だから体育法としても精神修養法としても、また理詰めの西洋人流に科学的に立論しても、我が柔道と彼らの拳闘とは優劣同日の談にあらずである。」前田はその言説において柔道＝護身術と明確に定義しており、その体系にレスリング、ボクシング技術や当て身の突きや蹴りを内包するものという主張が見受けられる。
また、前田は異種格闘技を戦うその練習の上において、のちのオープンフィンガーグローブの原型を考案し、前田の日本に宛てた手紙をまとめた『世界横行・柔道武者修行』（1912年）、『新柔道武者修行 世界横行 第二』（1912年）においてその言及が確認できる。「何らかの道具を新案して、当てる蹴るの練習をする必要がある。僕はいま、ゴム製の拳闘用手袋風にして、指が一寸ばかり（約3 cm）出るようなものを新案中だ。それから、軽い丈夫な面を、これもゴム製にして、目と鼻腔の呼吸をなし得るものを新案中だ。胸は撃剣の胴のようなものをつけてもよい。これで当てることと蹴ることの練習をやる。それから袖をとりに来る手の逆を取ること。以上の練習は柔道家には、ぜひとも必要と考える。」
また、フランス柔道の父川石酒造之助の「川石メソッド」などの例からも、日本以外に渡った柔道家の残した柔道技術の中にはのちに国内においては失われたものもあることがうかがえる。

#### 世界の軍隊格闘技・近接格闘術における影響
19世紀後半から20世紀初頭にかけて、世界の軍における格闘技というのは基本的に軽視されていた。
戦争はほとんど砲と銃で戦う時代であり、この時代の近接戦闘といえば主に騎兵が使う軍刀（サーベル）と、歩兵がライフルに装着（着剣）して槍のように使う銃剣で戦うことだった。しかし第一次世界大戦では、大規模な塹壕戦が繰り広げられた。塹壕内でのきわめて近い距離、狭い場所での戦闘が頻発したことで、近距離向きの銃器や手榴弾以外に、敵に悟られないように塹壕に侵入していくことも重要だったため、音を出さない白兵戦用の武器も重視された。そうした白兵戦で敵に対処するために防御側も同様の至近距離での戦闘技術が必要となった。このため各国で近接戦闘の工夫がされていった。塹壕戦によって近い距離で戦う武器術や格闘技術が求められるようになっていったのがこの時代の最大の特徴であり、軍における訓練では近接戦闘のために既存の格闘技を取り入れるようになった。第一次大戦を境に軍隊格闘技・近接格闘術の基として注目された格闘技の一つに日本の柔道や（古流）柔術がある。そしてこの時期の徒手格闘術はボクシングや柔道が中心となっている。
柔道や柔術の日本以外への伝播はちょうど第一次世界大戦前であり、多くの柔道家・柔術家が日本以外に渡って普及活動を行っている。アメリカなどでは第一次大戦前、柔術ブームとでも呼ぶべき現象が起きていた。またそこには当時、日清・日露戦争での勝利に対して世界から向けられた日本への興味、東洋趣味からの観点や、嘉納治五郎の教育者の立場からの部下にあたるラフカディオ・ハーン（小泉八雲）などによる柔道（柔術）の日本以外への紹介、また嘉納治五郎自身の渡欧の影響なども柔道・柔術ブームへの影響が見受けられる。
アメリカ大統領セオドア・ルーズベルトの信頼を得て合衆国海軍兵学校の教官として講道館柔道を教えた講道館四天王の一人山下義韶（のちの史上初の十段位）などの例や、講道館柔道を学びロシアにおいてサンボの創始者となったオシェプコフの例などから、米露英仏など各国で柔道は軍隊近接格闘技要素に取り入れられていった。
イギリス人のウィリアム・E・フェアバーンが開発し、第二次世界大戦で各国で採用され高評価を得た、現代軍用格闘術の源流・基礎ともいえるフェアバーン・システムにおいても柔道技術は採用されている。

#### 日本軍への採用・影響
日本においては明治維新、柔道創設以降、陸軍士官学校、陸軍憲兵学校、海軍兵学校等の軍学校で柔道が取り入れられ盛んに行われた。またそれとともに大日本武徳会で講道館柔道が柔術部門を統一する立場となる役割の流派として正式採用され、大日本武徳会武道専門学校で稽古が行われた。一方、柔道家で陸軍満ソ国境黒河省璦琿七二〇二部隊隊長の千原清治によると、海軍では昔から柔道は採用されていたが、陸軍では一向に柔道を顧みることがない傾向にある、と1943年に講道館機関誌『柔道』で述べている。また、アメリカの格闘ジャーナリストであるジョシュ・グロスによると日本帝国陸軍は正しい精神を生み出すとの判断からボクシングを奨励し、講道館柔道はスポーツ的すぎるとみなされ軽視された。そして、大日本武徳会は陸軍に支配されていた。

##### 新武徳会柔道試合審判規定
嘉納治五郎の没後、第二次世界大戦が起こり戦況が拡大するにつれ、昭和17年（1942年）に従来の大日本武徳会は改組が行われ、内閣総理大臣の東条英機を会長とする大日本武徳会（新武徳会）が結成される。
昭和18年（1943年）、新武徳会において「実戦的修練を目標とし、白兵戦闘に実効を挙げ得る短時日の修練」を旨とした「柔道の決戦態勢とも言ふべき」内容の新武徳会における柔道の指導方針が発表される。柔道の実戦性についての再検討は嘉納治五郎存命中のころより始まっており、嘉納の述べる「当て身」や「形」を怠ることのない「真剣勝負」の重要性の主張と矛盾するものではなかった。
新武徳会は柔道範士、栗原民雄（後の講道館十段）を中心とし、柔道の戦技化を推奨していく。栗原は柔道を相手と「離れた場合」・「組んだ場合」の二つに分け、離れた場合「極の形に躱攻動作を応用し、起こり得べき種々の場合を想定し、その組み手を多くして之れを練習し、相当習熟した場合は防具を使用して乱取り程度まで修練すればよかろう（中略）相手を単に一人と想定せず、常に数人と仮想して研究することも怠ってはならない」と述べた。次に組んだ場合には「指関節や腕関節を取ること」の復活研究を説き、また「古流」の研究と応用に留意すること、温故知新の必要性も説いた。
新武徳会に先立ち講道館においては、昭和16年（1941年）「立ちたるまま絞技、関節技を掛け、技が相当の効果を収めた場合に限り寝技に移れる旨改正され」立った状態からの固め技を認めるようになっていた。
新武徳会で新たに作成された柔道審判規定では「第二条 試合は当身技、投げ技、固め技を以て決せしむ、但し普通の試合に於いては当て身技は用ひしめざるものとす」と条件付きであるが、当て身技の使用を認める条項が追加される。
防具着用によって当て身技のある試合の安全性に配慮しながらも、特殊なケースとして防具を使用しない試合の実施も示唆されていた。
また関節技も緩和されることになる。
第十一条 関節技は次の基準により之を行わしむ
（一）等外者は肘関節
（二）有等者は肘関節、手首関節、足首関節
（三）称号受有者は脊柱関節を除く全関節
として等級称号によって制限はあるが、脊柱以外の全ての関節への攻撃が許されている。
また技術以外の面でも柔道試合の戦技化は図られた。
稽古場、服装として「柔道は戸外に於いても如何なる服装にても実施し得るやう工夫し砂場芝生等を道場として活用せしむこと」とされた。稽古においては「特に青少年に重点を置き野外戦技を弊習せしむこと」とされた。稽古の形態は「従来個人的修練のみに傾き易きに鑑み特に団体的訓練を教習せしむこと」とされ複数人で自由に攻防をする自由掛けなどが行われた。さらに「錬士以上の者にありては当て身技を併用し試合せしめ」ることとし、乱取りが課せられた。しかし乱取りばかり行うことは戒められ、
「修練は短時日に於いて白兵戦闘に実効を挙げ得るよう基本動作及び技術（形を含む）を修得せしむこと」となり、「基本動作」「形」といった稽古法の価値が戦闘訓練の文脈で再評価された。また柔道指導者に対しては「己が任務の遂行を期すると共に剣道銃剣道を始め武道各般ににつき努めて研修すべきこと」と、あらゆる武道を総合的に稽古することが求められた。

##### 体錬科武道
戦況が深刻になるにつれ、学校においても明治以来の「体操科」は新たに「体錬科」と名称を変える。政府主導の国民学校体錬科においては皇国思想の養成と戦技能力の鍛錬が求められた。体錬科の教材として「教練」、「体操」（徒手体操、跳躍、懸垂、角力（相撲）、水泳など）、「武道」（剣道、柔道、銃剣道）が課せられ、柔道と剣道は偏ることなく併せて行い、常に攻撃を主眼として行うことが説かれた。
体錬科武道の柔道の内容は、「基本」として「礼法」、「構」、「体の運用」、「受身」、「当身技」が教えられ、「応用」として「極技」、「投技」、「固技」があった。この当身技は、精力善用国民体育の単独動作の技であり、極技は相対動作の技と一致している。柔道技術の中の当身技が「基本」として重視され、戦時下において、柔道は実戦を目的とした教材に変えられたと言える。第二次大戦下｢体練科武道｣が実施される間、当身技は学校柔道を中心にして組織づけられ、発展した。柔道の当身技は武術的に取り扱われ、基礎的な修練から進んで撃突台や撃突具を使用しての実戦的な指導に進み、終戦末期に至っては、当身技は従来の指導体系を放棄して、白兵戦闘的動作へ移行し、そこで終戦を迎えた。

##### 武道禁止令と学校柔道の復活
大戦の終戦に伴い、日本の民主化政策の一環としてGHQとその一部局であるCIEによって「武道」の実施に対する処置が検討された。CIEは武道を軍事的な技術（Military Arts）とみなし、国民に軍国主義を養成するものとして警戒した。これに伴い武道という枠組みに位置付けられていた柔道は、剣道や弓道同様に禁止された。（武道禁止令）
さらに戦時中に軍による統制を受けていた大日本武徳会も「依然軍国主義的団体としての建前をとっている」とされ解散を余儀なくされた。
しかし柔道復活の陳情は相次ぎ多く、文部省による請願書による
1. 教育的価値について、
2. 実施方法について、
3. 審判について、
4. 一般人の関心について、
5. 競技会について、
6. 柔道界の組織について、

の説明、改革案が総司令官に提出される。そこで提示された新しい柔道は、「競技スポーツ」として向かう下地があったと言える。これに対しGHQから「学校柔道の復活について」という覚書が日本政府に出され、CIEからの注意事項として「実施してよい柔道とはあくまでも大臣の請願書に規定された柔道であること」とされたうえで、その復活が認められる。
しかし「2.実施方法について」において、○段別の外に体重別・年齢別の試合の実施、○戦時中行ったような野外で戦技訓練の一部として集団的に行う方法の全面的廃止、などと並んで、○当身技、関節技などの中で危険と思われる技術を除外する旨が請願書には含まれており、その当身技や関節技を中心に構成された精力善用国民体育は武術的色彩が強いということで行われなくなることとなる。
嘉納治五郎が生前に考案し発表した精力善用国民体育は、GHQの警戒した武術的側面のみではなく、体育として徳育としても従来の柔道を補完するものであり、練習法においても単独練習を可能にするものであり、嘉納の柔道の精神、「精力善用・自他共栄」の思いを強く含むものであった。
嘉納の万感の思いのこもった精力善用国民体育が、占領期間中の禁止・制限が解かれることなく占領後もなおも軽視されていることを惜しむ声は依然今も挙がっているものである。
そして戦後スポーツとしての柔道が国内の斯界を風靡し、修行者はもっぱら乱取り練習に興味を持ち、試合における勝敗にのみ熱中するようになっていった。形は閑却され、当身技の研究も習練も軽視されおろそかにされていた。しかしながら皮肉にも欧米各国では、護身術（セルフディフェンス）の重要性が強調され、柔道の当身技が盛んに行われていた実態がある。

#### 国際柔道協会
戦後、日本の敗戦のため行われたGHQによる占領政策としての柔道のスポーツ化の流れの一方で、再び武術・武道としての柔道の再生を求める動きとして、1950年に、その乱取り競技内においてもほぼ全ての関節技の解禁などの実験的ルールを採用した武道・武術を志向したプロ柔道の国際柔道協会も興っている。

#### 柔拳（概要）
明治後期から第二次世界大戦後にかけて外国人ボクサーと柔道家による他流試合興行「柔拳試合」が流行し行われていた歴史がある。戦前の柔拳は嘉納治五郎の甥の嘉納健治によって隆盛し、戦後の柔拳は万年東一によって行われている。

#### 精力最善活用による猛獣への対応
昭和元年（1926）12月31日、講道館の創始者・嘉納治五郎は、永岡秀一（当時、八段）と横本伊勢吉（当時、五段）をともなって、文武の視察を目的として沖縄（琉球）へ向かうため神戸港を出港した。翌2年1月3日の到着以降、那覇の「尚武館」における柔道の紅白試合や昇段試合への立ち合い、形の演武を行い、また沖縄の名物のハブとマングースの戦いを熱心に観戦し柔道の真剣勝負における呼吸を学び参考になったことを語る嘉納を同行者の横本は記録している。また一行は、首里、名護で唐手（空手）の演武を見学している。
6日の夜は地元の名士らとともに琉球料理に舌鼓をうったが、この席上、次のような質問が、嘉納に発せられた。
「先生！柔道では猛獣におそわれた時に、どうしてこれに応ずべきですか？」
嘉納は以下のような妙答によって切り返している。
「猛獣にも色々ある。虎もあれば獅子もある。一概には言えないが、併し、日本では熊が一番多いから、それについて言って見よう。（中略）熊は人をこわがっている。（中略）火をつけたり、大きな音をさせたりしても、熊の方から逃げ去る。其他、様々熊に対する話を聞いて、のみこんでおく。そういう風にして、熊に対しては、実地肉体を接触させて勝負を決するよりも、先ず熊を近づかせない事が第一である。（中略）第一はあわぬように、あったにしても充分退治出来るように準備して、武器を用いるのが最善の方法である。何についてでも、いかなる場合でも、最も善く力を用いること、即ち精力最善活用、これが柔道である」

### 体育としての柔道（体育法）

#### 擬働体操
1909年（明治42年）、嘉納治五郎は「虚働」(具体的活動ではなく体育のために単に身体四肢を動かす運動)と「実働」(日常生活や遊びによる実際の運動)との中間を採った「擬動」による「擬働体操」を発表している。
「擬働体操」は柔道形ではなく体操の1つとして考案したものであったが、その内容には肉体労働や柔道の動作など9種の運動（計数（けいすう）、球磨（たまみがき）、平板磨（ひらいたみがき）、竪板磨（たていたみがき）、櫓押（ろおし）、四方蹴（しほうけり）、四方当（しほうあて）、喞筒（ぽんぷ）、車廻（くるままわし））が含まれており、柔道の技（当身技）が組み込まれていた。「擬働体操」が嘉納がのちに発表する「精力善用国民体育」の制作過程にあったと見ることができる。

#### 精力善用国民体育
1927年（昭和2年）、嘉納は講道館文化会において、「精力善用国民体育」を発表する。それは国民生活の改善のために体育と武術を兼ねており、乱取や他の形に比べ実際に相手を投げることがないため柔道衣や道場など特別な施設や用具を必要とせずいつでもどこでも稽古が実施可能であり、また柔道の当身技が閑却されないように当身技、関節技、投技などの多様な技術を含むなど、多様な目的を有する体育法として作成されたものだった。その中には「擬働体操」に含まれた、物を磨く動作および当身技（突き、蹴り）と類似した動作が含まれていた。
精力善用国民体育は、嘉納の構想において二種の体育で成り立っている。
第一の種類は武術と体育を組み合わせた「攻防式国民体育」（武術式体育）であり、第二の種類は観念・思想・感情・天地間の物の運動等の表現と体育を組み合わせた「表現式国民体育」（昭和5年以前の表記名）/「舞踊式国民体育」（昭和6年以降の表記名）である。「表現式」「舞踊式」は既存の柔道の「五の形」の中にあるような天然の力（逆浪の断崖に打つかり戻る水の動く有様、風のために物体が動揺する有様、天体の運行、その他百般の天地間の運動）や、能や舞踊にあるような人間の観念・思想、感情を、人間の身体をもって巧みに形容し表現し、体育の理想に適うように組合わせ、色々の組織を立てたものとなる。これら第一種類「攻防式」と第二種類「舞踊式」（「表現式」）との二種の方法を総称して精力善用国民体育となる。子供は子供、女子は女子、老人は老人というように、適当な仕組で作ったなら、一種の価値ある体育が成立し、これらを人々の趣味や境遇に応じて、その一種を又は両方を練習せしむれば、国民精神の作興と身体の鍛錬との上に、大いなる貢献を成し得るものと考えると嘉納は語る。
嘉納の考案した国民体育の第一種類・武術に関する攻防式国民体育は、万人に適当な運動として静かに練習し体全体を万遍無く動かし筋肉の円満均斉の発達を得るが、早くすれば当て身となり、強くやれば人を打ち倒す武術の技となり、相当に熟練すればどれだけのものを破壊し得るというような興味も添うてくること、また、柔道の根本原理たる精力善用の応用であり、自然とその原理を百般のことに応用し得る練習も出来、精神修養との連絡もおのずから出来る次第となることを言及している。
嘉納は1932年（昭和7年）「講道館の創立満五十周年を迎えて」では、「精力善用国民体育」が「攻防式国民体育」と「舞踊式国民体育」の二種によって構成されること、研究途中であった「舞踊式」の完成を図っていることを、次のように語っている。
「柔道はその本来の目的から見れば、道場における乱取の練習の身をもって、満足すべきものではないということに鑑み、形の研究や練習に一層力を用い、棒術や剣術も研究し、外来のレスリングやボクシングにも及し、それらの改良を図ることに努めなければならぬ。
かくして、武術として最高の権威者を養成し、まず国内に、漸次世界に及すつもりである。
～中略～また、今日すでに案出せられている攻防式国民体育の普及を図ると同時に、今一層深くこれを研究して改良に努め、国民体育中、いまだ完成に至らざる舞踊式のごときは、研究を続け、なるべく早く世に発表することに努力するつもりである。」
嘉納の想定していた「精力善用国民体育」の目的は精力善用の精神の涵養と世界平和の実現にまで及んでいたが、1938年の嘉納の死去後、太平洋戦争が拡大するにつれ、1942年に国民学校の体錬科において必修となる武道にその内容の当身技や極技が採用された。日本の敗戦後、1950年(昭和25年)5月に文部大臣天野貞祐からGHQに提出された柔道復活の嘆願書の内容には、新しい柔道のあり方として「戦時中行ったような野外で戦技訓練の一部として集団的に行う方法を全面的に廃止した」「当身技、関節技等の中で危険と思われる技術を除外した」という条文が見られた。そのように終戦後の日本において「精力善用国民体育」はGHQや世間の人々に軍国主義や戦争を想起させる懸念があり、公の場での実施が自重された。日本の敗戦後の社会情勢によって表舞台から遠ざかるを得なかったが、この形には嘉納が乱取競技を認めつつ、その弊害を是正するための研究成果が随所にあり、柔道における競技性と武術性のバランスをいかにとるべきか、嘉納の視点を学ぶうえで貴重な資料となっている。

#### 柔道舞踊
柔道舞踊は、講道館の黎明期から昭和の終わりごろまで女子部員によって踊られていた、柔道の技を取り入れた舞踊である。当時は女性に試合の機会が少なかったため、嘉納治五郎が「男女平等に柔道を普及させたい」と発案したとされる。女性にも取り組みやすいような踊りを取り入れるなど工夫されたという。嘉納が研究を続けていた「精力善用国民体育」のうちの「舞踊式」を探る上での資料ともなる。本格的に柔道舞踊が広まったのは昭和の中ごろで、講道館女子部を指導していた二星温子が積極的に指導にあたった。その踊りは同部員によって継承され、全日本選手権や国体など試合の合間に披露されていた。しかし1990年代、女子柔道が競技として本格化したことで、柔道舞踊は急激に廃れていった。また1998年に二星が亡くなり、創成期からの指導者もいなくなった。 一度は途絶えた柔道舞踊だが、復活に向けての動きもある。しかし、柔道舞踊に関する資料は講道館にも残っておらず、当時を知る人も少ない。

### 教育・精神修養・応用としての柔道（修心法）
講道館柔道の創始者嘉納治五郎は、明治22年に行われた「柔道一班並ニ其ノ教育上ノ価値」の講演において、柔道の三つの目的「柔道勝負法」「柔道体育法」「柔道修心法」のうち、「柔道修心法」について主に3つの効用を挙げる。
1. 徳目の涵養
2. 知育
3. 勝負の理論の応用

嘉納は柔道の修行についての理論は、単に勝負のみでなく、世の政治、経済、教育その他一切の事にも応用できるものであるとする。嘉納はそれらの教えは、単に柔道勝負の修行のみでなく、総て社会で事をなすうえで大きな利益のあるものだとした。その最も肝要なる心得の一つとして「勝って勝ちに驕ることなく、負けて負けに屈することなく、安きに在りて油断することなく、危うきに在りて恐るることもなく、ただただ一筋の道を踏んでゆけ」の教えをもって、いかなる場合においても、その場合において最善の手段を尽くせということを嘉納は強調する。

#### フランスの柔道教育の応用
柔道は世界的に普及が進み大きく広がり受け入れられるなかで、フランスにおいても幅広く受け入れられ、その教育的効用も受け継がれている。その背景について、次のような意見がある。
「東洋文化の象徴でもある柔道。だが、フランスには受け入れる土壌もあった。粟津（粟津正蔵）の教え子で、1975年にフランス初の世界王者（男子軽重量級）になったフランス柔道柔術剣道及び関連武道連盟（仏柔連）会長のジャン＝リュック・ルージェは「礼儀を重んじる柔道の武士道とフェンシングに代表される騎士道には共通点がある。国民性に合っていた」と指摘する。」
戦前にフランスに渡ったフランス柔道の父川石酒造之助が考案した指導法は「川石メソッド」として、今も活用されている。イギリス柔道の父と呼ばれロンドンの武道会において柔道を指導していた小泉軍治が考案し、川石もフランス柔道指導で導入採用した、従来の白帯以降、黒帯になるまでの間の各級位を細分化して表す種々の各種色帯は、フランスでの柔道普及に大きく貢献し、のちには日本にも逆輸入され級位の指導において導入されている以外にもさまざまな武道、格闘技でも採用されている。
またフランス柔道には、武士道と騎士道を融合させた「8つの心得」 (le code moral du judo) があり、教育的目的、価値として重視される。
そのフランス柔道における「8つの心得」として、
- 「礼儀」Politesse
- 「勇気」Courage
- 「友情」Amitié
- 「克己・自制」Contrôle de soi
- 「誠意」Sincérité
- 「謙虚」Modestie
- 「名誉」Honneur
- 「尊敬」Respect

が挙げられる。
そこには新渡戸稲造が『武士道』において挙げる徳目の、「礼儀」「勇気・敢闘及び忍耐の精神」「義」「克己」「誠実・信実」「仁・惻隠の情」「名誉」「忠義」と通ずるものであることが分かる。
また、フランスにおける柔道の指導者資格は国家的ライセンスとなっており、その300時間に及ぶ講習は柔道の座学として、医学的見地などや修心的要素も学ぶものであり、嘉納の挙げる柔道修行法の一つ「講義」の応用となっていると言うことができる。

### 娯楽や美育、幅広い目的の柔道（慰心法）
明治22年の「柔道一班並ニ其ノ教育上ノ価値」の講演からものちに、嘉納は柔道の目的として慰心法を含めて改めて発表し、さらに新しい要素（運動の楽しさ、乱取、試合、そして形を見る楽しみ、芸術形式としての形による美育を含む）を柔道に付け加え柔道における幅広い目的を主張していく。
1913（大正2）年、嘉納は「柔道概説」に「柔道は柔の理を応用して対手を制御する術を練習し、又其理論を講究するものにして、身体を鍛錬することよりいふときは体育法となり、精神を修養することよりいふときは修心法となり、娯楽を享受することよりいふときは慰心法となり、攻撃防禦の方法を練習することよりいふときは勝負法となる」と記し、柔道は「柔の理を原理とし、身体鍛錬には体育法、精神修養には修心法、娯楽には「慰心法」、そして攻撃防御の習得には勝負法となる」と説いた。

## 競技団体
- 国際柔道連盟 (IJF)
  - アジア柔道連盟
  - オセアニア柔道連盟
  - パンアメリカン柔道連盟
  - ヨーロッパ柔道連盟
  - アフリカ柔道連盟
  - 全日本柔道連盟（AJJF）
    - 全日本学生柔道連盟

  - フランス柔道柔術剣道及び関連武道連盟

ほか。

## 高専柔道、七帝柔道
高専柔道は立ち技重視の講道館柔道に反発して大正時代に誕生した柔道である。
高専柔道では寝技を重視したスタイルを採用しており、膠着時の「待て」や「場外」の要素や「有効」・「技あり」などのスコア制度を極力排除しているのが特徴である。試合においても団体戦による勝ち抜き戦を基本としており、試合時間も講道館柔道、国際柔道のそれに比べて長い。選手は旧帝国大学およびその系列の者が多い。戦後、旧帝国大学の七大学柔道部により七帝柔道が高専柔道の流れをくむ柔道として起こされた。対抗戦のほかにブラジリアン柔術・総合格闘技などのバックボーンとして格闘技分野で主に活躍している。

## 日本武道館と柔道、武道憲章
1961年（昭和36年）6月、柔道が1964年東京オリンピックの正式競技に決定すると柔道愛好者の国会議員は国会議員柔道連盟を結成した。
同連盟会長に就任した衆議院議員正力松太郎（のちに柔道十段、講道館殿堂）は、「世界に誇る武道の大殿堂を東京の中央に建設して、斯道の発展普及を図りたい」と表明。同年6月30日、武道会館建設議員連盟を結成し、会長:正力松太郎、副会長:水田三喜男（柔道五段、剣道三段）、松前重義（のちの全日本柔道連盟理事・国際柔道連盟会長）、佐藤洋之助、赤城宗徳（剣道範士）が就任した。
1962年（昭和37年）1月31日、文部大臣の認可を得て財団法人日本武道館（会長:正力松太郎、副会長:木村篤太郎〈初代全日本剣道連盟会長〉、松前重義、理事長:赤城宗徳）が発足。1964年（昭和39年）9月15日に日本武道館が落成。同年10月20日 - 23日に東京オリンピックの柔道が実施された。
日本武道館創設から副会長や全日本柔道連盟理事、国際柔道連盟会長、全日本学生柔道連盟（学柔連）会長等を歴任している第四代会長・松前重義の任期には、1977年（昭和52年）4月23日に日本武道館の中に日本武道協議会が発足し、1987年（昭和62年）4月23日 日本武道協議会設立10周年記念式典において武道憲章制定が行われている。
全日本柔道連盟（全柔連）も入居する講道館にのちに入居した学柔連だが全柔連対学柔連の内紛のころは日本武道館に入居していた。そのためこの内紛は「講道館対武道館」とも表された。

## 他の武道、格闘技への影響
柔道の影響を受けた武道・格闘技として、サンボ、日本拳法、富木流合気道、ブラジリアン柔術などがある。
日本拳法は、柔道家の澤山宗海が柔道では廃れてゆく当身技の体系を確立し、さらに競技化した。
サンボは講道館で柔道を学んだロシア人ワシリー・オシェプコフによりロシアに伝えられソ連時代にその弟子により国技として普及する。
富木流合気乱取りは柔道の当身技と立ち関節技（離隔態勢の柔道）の乱取り化を進めようとしていた嘉納治五郎や講道館二代目館長の南郷次郎により、合気道の植芝盛平のもとへ派遣されていた富木謙治によりまとめられ、別名柔道第二乱取り法とも呼ばれる。早稲田大学教育学部教授であった富木は早稲田大学柔道部合気班の中で柔道の第二乱取り法として指導をしていた。
ブラジリアン柔術は、講道館三羽烏や玖馬の四天王（海外四天王）とも称された前田光世（コンデ・コマ）が海外での柔道普及に際し、日本以外で異種格闘技戦を戦い磨いた柔道技術を元にブラジルにおいてカーロス・グレイシーが教授された技術、柔道派生の格闘技という説が強い。
他には柔道出身の極真空手家・東孝が興した空道も投げや寝技の中に柔道の影響が強く見られる。
講道館で嘉納治五郎による古武道研究会で師事を受けた望月稔の養正館武道にも嘉納の思想、柔道理論、影響は受け継がれている。
国際柔術連盟 (JJIF) で行われている柔術ファイティングシステムにも柔道の影響が伝統空手の技術と共に強く見受けられる。JJIFはまた、ブラジリアン柔術を寝技柔術の名で実施もしている。JJIFの国内競技連盟はフランス柔道柔術剣道及び関連武道連盟など約8カ国で国際柔道連盟の国内競技連盟と同一団体で二重加盟している。（2019年10月現在）
琉球（沖縄）で発祥した唐手（空手、空手道）は講道館創始者嘉納治五郎の紹介によって本土に上陸し、1933年、大日本武徳会沖縄県支部より日本の武道、柔術の流派として承認され、1934年に大日本武徳会において柔道部門の中に組み入れられる。当時の唐手は自由乱取りに相当する組手は存在せず型のみが行われていたが、柔道の乱取りや剣道の竹刀稽古を参考に本土上陸後に組手が研究され整備されていく。また講道館柔道が整備した今日のような道着や黒帯･色帯制度、段位性を唐手改め空手は武徳会時代・柔道傘下時に採用する。第二次世界大戦での日本の敗戦後、柔道や剣道はGHQによる武道禁止令の影響を大きく受け、柔道はその三大部門の一つであった当身技が制限・軽視されることになる。当時国内での影響力も少なく制限を受けることの少なかった空手は戦後の柔道の当身技の軽視の間隙を突いて進出することになる。
神傳不動流と講道館を学んだエドワード・ウィリアム・バートン＝ライトは、ヨーロッパの武術と組み合わせたバーティツを創設した。
かつて太平洋戦争末期の日本で、本土決戦に備えて柔道家・塩谷宗雄によってまとめられ作られた、徒手、武器の技術を含んだ綜合武術格闘術がある。戦争が終結したため「幻の格闘術」となっている。
アメリカで行われているフリースタイル柔道（Freestyle Judo）がある。国際試合で主流の国際柔道連盟（IJF）規定ルールでは制限されている従来の柔道技術を保持しているとする。嘉納治五郎の講道館柔道の継承を意識しており、またレスリング、サンボ、ブラジリアン柔術等のスタイルを取り入れることで、参加する全ての人に競争の機会を提供し柔道競技の「黄金時代」を復活させることを意図している。「MMAの究極の柔道スタイル」“Ultimate Judo Style for MMA”として、総合格闘技ルール参戦を意図し「ノー着」ルールも含む柔道としている。フリースタイル柔道は、国際フリースタイル柔道連盟 (IFJA) の支援を受け、アメリカのアマチュア運動連合(w:Amateur Athletic Union・w:AAU) は、アメリカ合衆国でのフリースタイル柔道を公式に認可している。
日本国内の警察において、柔道・剣道と並行して行われている逮捕術の源流の一つにもなっている。1924年（大正13年）警視庁武術世話掛でもあった山下義韶による警視庁捕手ノ形制定以降、1947年(昭和22年)の逮捕術制定の際には委員として永岡秀一が加わり、1967年(昭和42年)に逮捕術が制定された際には、柔道衣を基本服装とし、投げにおいて「警察柔道試合及び審判規定」の内容を採用している。
他にコンバット・ジュードー（COMBAT JUDO）がある。明治時代に多くの柔道家が柔道普及のためアメリカなどの海外に渡った際、現地において乱取り技術の指導の他、様々なシチュエーションや対ナイフなどの護身技術を指導する。これらはコンバット・ジュードーと呼ばれ、アメリカでは警察や軍隊などでも指導がなされた。1944年の第2次世界大戦中のアメリカでは、アメリカ沿岸警備隊に速成訓練を施すため教官バーナード・コスネックによって、護身術と攻撃技を結合させた格闘術としてアメリカン・コンバット・ジュードーが開発・指導された。また、前田光世がブラジルのグレイシー一族に教えたコンバット・ジュードーとしてブラジリアン柔術における護身術もある。コンバット・ジュードーはフィリピンに駐留したアメリカ軍人経由でフィリピン武術のエスクリマドールなどにも伝えられ、現在においてもナイフ対素手や立ち関節のテクニックはコンバット・ジュードーと呼ばれている。

### プロレス技術への影響
大正時代、日本の内外において柔術家・柔道家と対戦し、柔道チャンピオンも名乗ったプロレスラーのアド・サンテルが柔道の裏投げを学びプロレスに持ち込んだのが今日のプロレスにおけるバックドロップのもとになっている。
戦前の海外のプロレス界で活躍した日本人柔術家・柔道家が使用した柔道の当て身技「手刀打ち」は海外においてチョップ（ジュードーチョップ）と呼ばれた。それが逆輸入される形で日本国内に入りカラテチョップとも呼ばれるようになる。
戦前の明治後期から昭和30年代、また戦後1950年代ごろに隆盛した、柔道家とボクサーの対戦興行の柔拳は国内におけるプロレス興行の前身となっている。また1976年に行われたモハメド・アリとアントニオ猪木の対戦において使用された猪木アリ状態は柔拳で使用された柔道家による対ボクサーの戦略の一つでもあり、1944年の小説『姿三四郎』でも主人公・姿三四郎の対ボクサーの対戦場面においてその戦法をとる描写がなされている。

## 他の格闘技からの影響
柔道の国際化が進むなか、外国選手を中心とした技術の変化も見られるようになった。これは、海外の柔道競技者の多くは柔道と同時に各国の格闘技や民族武術に取り組み、その技術を柔道に取り込んだり、試行錯誤の上新たな技術を考案するなど、日々技術を変化（進化）させているからである。技術が柔道に取り込まれている民族武術・格闘技としてはキャッチ・アズ・キャッチ・キャン、ブフ、サンボ、ブラジリアン柔術などがある。技術の変化に対して、世界的に見た海外における柔道は、武道としての「柔道」ではなく、競技としての「JUDO」となりつつあるという指摘があり、柔道本来の精神が忘れられていくのではないかと、柔道の変質を危惧する意見もある。一方で、柔道は発足当初から日本国内の柔術のみならず海外の格闘技を工夫して取り入れて形成されたものであり、国際柔道のような各格闘技を総合したスタイルこそ柔道本来の形と精神に近いと考えている意見もある。「明治時代に嘉納治五郎が日本の柔術諸派から技を抜粋して柔道を作ったとき、柔道は一種の総合格闘技になったのです。さらに今回は、国際的にも柔道が総合格闘技化しているのです。チタオバやサンボ、BJJまでが総合化されているのですね。柔道でメダルを獲得した国が23カ国ということを見ても国際化はかなり進んでいる。」
嘉納治五郎の時代から他の柔術、格闘技から多くの技が導入されていたが、それ以降、他の格闘技から柔道に導入された技としてはジョージアのチタオバの技を改良した帯取返のハバレリ、イランのレスリングからのギャヴァーレ、総合格闘技からの裸絞のペルビアン・ネクタイ・チョークなどがある。国際規定では2013年からの脚掴み全面禁止によりハバレリは一部使用困難に、ギャヴァーレは使用できなくなった。
2012年ロンドンオリンピックでの柔道における日本人選手の苦戦を受けて、就任発足した井上康生日本男子代表監督体制では、「国際化したJUDOは世界の格闘技の複合体になった。柔道の枠の中に収まっていては、新たな発想は生まれない」とし、色々な格闘技が流入した世界の柔道に勝つためにブラジリアン柔術、サンボ、モンゴル相撲、沖縄角力などの民族格闘技との積極的な交流、練習の取り入れを行い、強化を図った。また、組手を取り合う際の対策、強化として柔道の当身の練習に通じる、打撃のミット打ちの練習なども取り入れるなど改革・創意工夫を進めた。
2016年リオデジャネイロオリンピックの柔道を見た溝口紀子は寝技での「待て」が従来より遅くなったのは、オリンピックでは寝技の存在感を上げ、近年、隆盛著しい寝技中心のブラジリアン柔術へ人々が流れていくことを防ぐ意図があるのではないか、と述べている。
2019年、2020年の1月に全日本女子代表チームは強化合宿で日本ブラジリアン柔術連盟会長の中井祐樹らを招き、ブラジリアン柔術の寝技の指導を受ける。

## 柔道とウェイトトレーニング
日本に本格的な筋力トレーニングが伝えられたのは、1900年ごろであり、柔道の創始者である嘉納治五郎の功績が大きかったと言われている。嘉納は「柔道の創始者」のみならず、「日本近代筋力トレーニングの父」とも呼ばれている。
嘉納は、世界に柔道の普及活動を行う中で渡欧中、ヨーロッパにて近代トレーニングの父と呼ばれるユージン・サンドウが著した筋力トレーニングの書籍『Sandow's System of Physical Training』（1894）に出会い共鳴している。その効用を実感した嘉納は講道館の雑誌「國士」にて連載し紹介した。当時この連載は好評となり、1900年には嘉納は『サンダウ体力養成法』を造士会から出版するに至っている。嘉納は柔道界のみならず国民へもその体力養成法を推奨し、サンドウが体操に用いた手具（鉄亜鈴）などの販売、宣伝も行った。
また1933年（昭和8年）、IOC委員としてウィーン会議に出席していた嘉納はその帰途、オーストリアから正式なバーベル一式を購入、輸入した。このバーベルは、当時、東京・代々木にあった文部省体育研究所に運ばれ、ウエイトリフティングの技術研究と練習が行われ、普及のための講習会も開かれた。
嘉納の活動・翻訳本は日本のボディビル界の祖、若木竹丸などにも影響を与え、若木がウエイトトレーニングに目覚めたきっかけにもなっている。柔道家木村政彦などもその先見性から若木からウェイトトレーニングの指導を受けている。
このように嘉納は筋力トレーニングの有効性を理解し紹介していたが、柔道界においてしばらくはあまり広く普及せず、あまり重視されてこなかった。
その理由として、「柔道の稽古自体が筋力トレーニングになっている」こと、「柔道で使う力と筋トレで養われる力は違う」という意見、「柔能く剛を制すが正しい柔道である」という考え方が影響していたと言われている。また、当時は体力に勝る外国人にも日本人の持っている技術が十分通用したということも挙げられる。
しかし嘉納の目指した柔道の精神「精力善用」は「柔の理」「柔能制剛」を発展させたものであり、剛も内包するバランスの取れた一種の柔剛一体であると言えるものであった。
また、やがて柔道が世界中に広がり、外国人が技を身に付けるようになってくると、色々な戦略を取れるようになり、日本人は国際大会で苦戦するようになってくる。「技は力の中にあり」というように基本の技が身に付いた上級者同士の戦いになると、今度は力が勝敗を分ける一因となり技を活かすために力が必要になってくる。
日本柔道界への筋力トレーニングの本格的な導入は、1988年ソウルオリンピックの惨敗を受けて、大会終了後に強化委員会が開かれ、敗因について徹底的に議論が行われた際、外国人選手と比較し基礎体力が劣っているという敗因の分析の結果、東海大学教授の有賀誠司をストレングスコーチとして招聘したことから始まる。また2012年ロンドンオリンピックの惨敗をきっかけに発足した監督を井上康生とした全日本男子柔道の体制では、より精度の高い科学的見地にもとづいたフィジカルトレーニングを導入するに至っている。計画的体系的な筋力トレーニング、栄養、データ分析の強化など指導に医科学も取り入れた強化を進めた。
そこでは、体力面で負けないトレーニングを導入するとして、トレーニング目標として次のような方針を掲げた。
- 世界の強豪相手にパワーとスピード負けしないための総合的な筋力を身に付け、屈強な身体を作る。
- 個人、階級に応じた体力強化をはかる。技や動きの特徴を生かし、弱点を補うような筋力をつける。
- 試合で使える筋持久力を養う。
- けが防止と予防のために身体を作る[172]。

2016年リオデジャネイロオリンピックの柔道で日本は1大会で最多となる男女計12個のメダルを獲得した。

## 柔道と空手道の道衣
柔道は当初は柔術の稽古着を着て稽古していたが、その形状は広袖で肘まで、下袴も短く腿の辺りまでしかなかった。擦傷がたえなかったため、1907年（明治40年）ごろ、嘉納治五郎は従来のものに洋服の要素を取り入れて袖と裾の長い柔道衣を作成し、現在のように改良され稽古するようになった。この改良により、技の範囲も広くなり、投げ技の進歩を助長した。大日本武徳会においても（講道館）柔道が採用されていたことから、当時武徳会に参画していた古流柔術諸流派にも新しい形状の道衣は逆輸入の形で導入され、また以降成立することになる他武道にも採用され影響を与えることになる。1922年、嘉納治五郎がプロデュースし、船越義珍に依頼して、講道館で空手（唐手）の演武、指導をした時に義珍が着用していたのが柔道衣である。その後、空手は動作も稽古内容も柔道とは違うため、柔道衣から徐々に改良がなされ、今のような空手道衣が誕生した。このように一般には別々と思われている柔道と空手道ではあるが、道衣において共通点が存在しているのは、そのためである。
柔道衣の色は基本的に白のみとされている。しかし、試合で両選手とも白の柔道衣では観客にとって見分けがつきにくいという問題があったため、1997年に国際柔道連盟はカラー柔道衣の導入を決定し、それ以来国際大会では青の柔道衣が使われるようになり、日本で開催する時も国際試合に限り青の柔道着を着用を認めている。これに対し、日本はカラー柔道衣の導入に反対しているため、国内大会では白の柔道衣のみが使われている。
カラー柔道着の導入を巡る検討段階では、青以外にも赤・緑・黄などのさまざまな色・ナショナルカラーの柔道着の着用を自由に認めるようヨーロッパの柔道連盟など賛成の立場の国は強硬に迫った。最終的には見分けが付けばいいということと、日本などの反対する立場の国々への配慮から、青のみの導入にとどまった。

## 柔拳
明治末期から昭和30年代ごろまで、時代のあだ花のように存在した「柔拳」という異種格闘競技があった。柔拳は柔道対拳闘（ボクシング）を意味し、柔道家は道衣を着用した柔道スタイルで、ボクサーはグローブを着用したボクサー・スタイルで闘った。1853年のペリー来航以降、日本にボクシングが紹介されると、ボクシング技術を使う外国人水兵と日本人力士や武術家との他流試合がなされるようになった。それらの他流試合が明治後期から第二次世界大戦後にかけて流行した外国人ボクサー（そのほとんどが力自慢の水兵）と柔道家による他流試合興行「柔拳試合」を生み、また、ボクシング技術を学ぶ者を増やすことになる。
初めて「柔拳」の名称を使用したのは柔道の創始者嘉納治五郎の甥にあたる嘉納健治とされる。若くして講道館を飛び出した健治は横浜で、柔拳試合を見たのをきっかけに神戸の自宅に日本初のボクシングジム国際柔拳倶楽部（後に大日本拳闘会と改名）を設立した。健治が行った柔拳は大成功を治め、関西圏はもとより東京でも満員の観客を集めるほどの大きな人気を呼んだ。その後1931年（昭和7年）には、全日本プロフェッショナル拳闘協会（のちの日本プロボクシング協会）結成に参加。日本のボクシング界を発展させる礎を作った。
戦後消滅したも同然であった柔拳が復活したのは、第二次世界大戦後のことであり、東京の万年東一が中村守恵、木島幸一らを使って旗揚げした「日本柔術連盟」がそれである。万年東一は柔拳の後、全日本女子プロレスを設立し活動内容を変えていくことになる。
嘉納健治の行った柔拳では、その活動時期から、前中後の3期に活動内容が分けられる。前期柔拳において健治はボクサーとの対戦を通じて、柔道を当身や武器にも対処しうる武術として蘇らせようとしていたとされる。健治は拳闘以外の武道・格闘技との対戦も企画し、柔道改造を推し進めていった。
それは叔父の嘉納治五郎と共通する思想からとされる。嘉納治五郎は、柔道において、心身の力を最も有効に使用して世を補益する「上段の柔道」を最終目的とし、体育と修心を目指す「中段の柔道」、攻撃防御の方法としての「下段の柔道」の3段階の構造を描いたうえで、「下段の柔道」から柔道を始めるのが最も良いとした。治五郎は「攻防の技術」としてあらゆる攻撃に対応できる護身術・総合格闘技でなければならないと考えていた。そして治五郎はボクシング、唐手、合気柔術、棒術などの他の武道・格闘技の研究を通じて、その晩年に至るまで彼の理想とする「柔道」の完成を追求している。嘉納健治は「柔拳興行」という公開試合の場で、他武道・格闘技との異種格闘技という実践を通じて「攻防の技術」として柔道を追求していたのであり、その点で嘉納健治は叔父・嘉納治五郎と同じ問題意識を共有していたとされる。
しかし1921年に行われた米国レスラー、アド・サンテルと児島光太郎の門下生が行った柔道対レスリングの公開試合「アド・サンテル事件」により、それまで興行的異種格闘試合を黙認していた立場だった嘉納治五郎は公職の立場にある身から、「木戸銭」を取って行う「興行」活動への参加を禁止する方針転換がなされることになる。
「金を取って柔道の業を見せたり、勝負をして見せるのは、軽業師が木戸銭を取って芸を見せるのと何も択ぶ所はない。我も彼もさういふやうなことをするやうになつたならば、柔道の精神は全く消滅して仕舞ふことになるから、一般の修行者は、大に慎んで貰はねばならぬ。」
そして柔拳はスペクテーター・スポーツへの方向転換を余儀なくされ、次第にナショナリスティックなショーへと変貌しやがて終焉していくことになる。
昭和11年に発行された講道館六段・竹田浅次郎の技術書『對拳式実戦的柔道試合法』において、柔道家の対拳闘相手の対戦法が解説・紹介されている。
心構え、構え方、目の付け所や呼吸の仕方、両手の働き、足の動作、身体の動作、拳闘の分析、ボクシングのパンチの防御法、その捌き方と攻撃法、異種との戦いにおいて柔道家が注意すべき裸体の相手への組み付き方、腕・手首・首・体といった箇所への組み付き方、投げ技・絞技・関節技の応用、足関節技、種々の双手刈りの方法、のちに言うところの「片足・両足タックル」が有効であることなどが解説されている。
昭和16年に発行された講道館七段・星崎治名の技術書『新柔道』には、「拳闘に對する柔道家の心得」と題して、彼が提唱した当時の柔拳におけるボクサーとの対戦法が紹介されている。
- まず柔道家自身が、最低でも数ヶ月は拳闘の訓練をする。柔道の当て身を使うことも勿論有効だが、観衆に好感を持たして奇麗に勝利を得る方法としてはボクシングの練習を第一条件とする。
- フットワークの種々を研究、敵がどんなパンチを出すのかを足使いから読む練習。
- 両腕でしっかり顔面ガードしながらの自在な進退、相手のパンチにカウンターで蹴りを入れる練習。
- 敵のスキを見て一気に飛込む練習。全身のバネとタイミングが肝要。
- 飛込んだらすぐ投げ、逆・絞に繋げる練習。
- 拳闘家に対して当て身もつかい足も用い寝技立ち技の連繋を運行し勝ちを制する。
- 対拳闘は、常に平静に「後の先」を狙う気持ちが肝要。

## プロ柔道によるブラジルでの異種格闘技戦

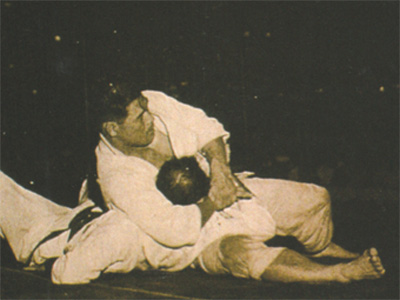
エリオ・グレイシーの首を締め付ける木村政彦

1951年、国際柔道協会（プロ柔道）の木村政彦七段、山口利夫六段、加藤幸夫五段の日本柔道使節がブラジルに招かれた。この時、グレイシー柔術と異種格闘技戦を行っている。
9月6日に加藤幸夫がリオデジャネイロでエリオ・グレイシーと対戦。試合は10分3ラウンド、投げによる一本勝ちはなし、ポイント制無しの柔術デスマッチルールで行われ引き分けに終わる。9月23日に二人は再戦したが、8分目で加藤が下からの十字絞めで絞め落とされエリオの一本勝ちに終わった。
雪辱戦として10月23日に木村政彦がエリオ・グレイシーと対戦。だが、さすがのエリオも木村相手では子供扱いされた。木村が2R開始3分目で得意の腕緘に取りエリオは意識がなくなっていたため、兄のカルロスがストップを申し出し木村が勝利、日本柔道の名誉を守った。木村政彦は「鬼の木村」の異名を持ち、戦前から全日本選手権を13年連続保持、15年間無敗のまま引退した柔道家で、史上最強と言われる。木村は切れ味鋭い大外刈りで有名だが、寝技でも日本トップの力を持っていた。
この木村政彦とエリオ・グレイシー戦までの経緯、試合内容については書籍『木村政彦はなぜ力道山を殺さなかったのか』が詳しく記述している。それによると、試合後は互いに2人が相手の強さと精神を称え合うものだったという。エリオは木村の強さに感動し、腕緘にキムラロックという名前をつけた。

## 「柔の理」から「精力善用」「自他共栄」への発展
講道館柔道創始者の嘉納治五郎は「相手の力を利用して相手を制する」という「柔の理・柔能く剛を制す」の理論を発展させ、いわば全ての場面を説明するため、状況に応じた臨機応変な「主体的・積極的な力の発揮」も必要であること、それに加えて攻撃防御の際の精神上の働きから考えてみて、明治30年代に至って柔の理のみに依らぬ柔道を解説するようになる。
嘉納は1922年の「講道館文化会」の創立における「講道館文化会」綱領において「精力善用」（精力最善活用）・「自他共栄」（相助相譲自他共栄）を発表する。
1. 精力の最善活用は自己完成の要決なり。
2. 自己完成は他の完成を助くることによって成就す。
3. 自他完成は人類共栄の基なり。

嘉納治五郎の説く「精力善用」（柔道とは心身の力を最も有効に使用する道）には二つの意味が含まれている。その一つは、目指す目的に向かって、身体、精神の総力を合理的、能率的に活用し最大の効果を上げるという意味である。いま一つは、人間の真に生きる目的が人間「社会生活の存続発展」に役立つことにあるとし、それが「善」であり、行為の目的が常に善であることが有効の度合いを高めるとの意味である。「心身の力を最も有効に使用する道」は、この両方の意味を合わせたものであって行為の目的がより大きな善であり、かつ目的達成の方法がより合理的、能率的であるための原理すなわち「道」を究明し、実践することが「柔道」であるということである。
「精力善用」「自他共栄」の二大原理が、単なる攻撃防御の方法の原理ということから、人間のあらゆる行為の原理へと、大きく拡大したことによって、柔道の意味内容も大きく拡大することになる。
精力最善活用によって自己を完成し（個人の原理）、この個人の完成が直ちに他の完成を助け、自他一体となって共栄する自他共栄（社会の原理）によって人類の幸福を求めるに至る。

### 精力善用による普遍性と柔剛一体
嘉納治五郎は、武術面における「精力善用」を説明する上で、従来の原理の相手の力を利用して相手を制する「柔能く剛を制す」だけでは柔道（柔術）の幾つもある理屈の中の一つの理屈にとどまり大きな包含的な言葉ではないとして、それに対し、さらにそれも内包するものとして、いついかなる場合にも当てはまる理屈、普遍性を持つ包含的な概念としての「精力善用」に至る。嘉納は柔道の全ての技に対し「今一つ心掛けていてもらいたいことは、練習中、全ての技は、精力最善活用の原理に適うように、工夫して練習しなければならぬ」と語っている。
また従来の「柔の理」では説き明かせない補完される場面、強い拘束から逃れる場面や、巧みに力を利用して強い力が弱い力を破る場面、平素乱暴して皆が困っている悪者を捕り押さえよう等するがその対手が向こうから攻撃してこずこちらからそれ相応の方法で手を出す必要がある場面、また真剣勝負時の相手を蹴る、手で突く、刀で斬る、棒で突くなどの当身にも応用される包含的な原理・概念となる。
精力善用に関する嘉納自身の言説には「剛」という言葉による説明はないが、嘉納の普遍的な思想・精神は空手界にも影響し、中国古典の三略に由来する「柔の理」の「柔能く剛を制す」（柔能制剛）と対になる造語として「剛能く柔を断つ」（剛能断柔）という言葉が生まれたとされる。また少林寺拳法の開祖の宗道臣は、柔道は「柔を主である」としながらも嘉納の言説から「柔剛一体（剛柔一体）」と理解されるとしている。
柔道用語における概念の普遍性は「精力善用」によって説明されるが、近年のメディア作品によって「柔能く剛を制し、剛能く柔を断つ」「柔剛一体」の言葉によって柔道を説明する場面が見られる。しかしそれらは本来的には「精力善用」に内包された概念となっている。

### 精力善用と道
嘉納治五郎は「心身最有効使用道」（精力善用）を広義の柔道、「柔術と同様に見た柔道」を狭義の柔道として扱うのも一つの方法とした上で、精力善用（精力最善活用）を「肉体的・精神的・物質的・執務的そのいずれについていうても、進歩・発達・向上および目的達成の大原則」とし、自他共栄（相助相譲自他共栄）を「社会生活（団体生活）の存続発展の根本原理、道徳の根本原理」とする。そして精力善用による柔道の道を「大道」と説く

。
1889年（明治22年）の講演「柔道一班並二其教育上ノ価値」において嘉納は柔道の目的に「勝負法」「体育法」「修心法」の三つを挙げ、柔道の奥義として「勝ってその勝ちに驕ることなく負けてその負けに屈することなく安きにありて油断することなく危うきにありて恐るることもなくただ一筋の道を踏みゆけ」
と道を説いている。
また1922年の「講道館文化会」創立の「精力善用・自他共栄」の発表以降、「心身の力を最も有効に活用し己を完成し世を補益する」ことを柔道修行の究竟の目的とし、その目的・効用に「その修行はすべての成功の最良手段を攻究するにある」、「柔道の修行全体を通じて養われる精神は、時々の目的を達するために最も適当な手段は何にあるかということを発見し、それが見当ったならばそれを実行しようとすること」などを挙げる。
そして「人生行路唯有一耳」（人生の行路はただ一つあるのみ）の八文字によっても道を説く。

## 戦後柔道の変遷とその抱えた矛盾

### 生前の嘉納治五郎の柔道観と他の競技運動観・オリンピック活動
講道館柔道創始者の嘉納治五郎は柔道の国民的・国際的普及を進めるとともに、大日本体育協会初代会長やアジア人初のIOC（国際オリンピック委員会）委員などの役職を兼任し、他の体育や他の外来の競技運動についても国民的に奨励し推進していた。嘉納は、競技運動と柔道の関係について受ける質問について、両極端なものとして、「外来の競技運動を排斥し日本人の精神教育も道徳的修養も出来る日本固有の武術のみで事足りるという声」、逆に「競技運動の利益を説いて完全に競技運動化を推進する声」、のいずれも当を得た考えでないとし、次のように言及していた。
「柔道とは大きな普遍的な道である。それを応用する事柄の種類によっていろいろな部門に別れ、武術ともなり体育ともなり智育徳育ともなり、実生活の方法ともなるのである。しかるに、競技運動とは勝敗を争う一種の運動であるが、ただそういうことをする間に自然身体を鍛錬し、精神を修養する仕組みになっているものである。競技運動は、その方法さえ当を得ていれば、身体鍛錬の上に大なる効果のあるものであるというのは争う余地はない。さりながら、競技運動の目的は単純で狭いが、柔道の目的は複雑で広い。いわば競技運動は、柔道の目的とするところの一部を遂行せんとするに過ぎぬのである。柔道を競技的に取り扱うことはもちろん出来ることであり、また、して良いことであるが、ただそういうことをしただけでは柔道本来の目的は達し得らるるものではない。それゆえに、柔道を競技運動的にも取り扱うことは今日の時勢の要求に適ったものであるということを認めると同時に、柔道の本領はどこにあるかということを片時も忘れてはならぬのである。」
一方で嘉納は普及や国民の理解を得る上での乱取試合や競技面の利点も挙げながら、戦前から活発になっていった試合とその上での勝利至上主義に向かう柔道修行者を強く憂いてもおり、身体鍛練で技を争うのは「下の柔道」で、精神修養を含むのが「中の柔道」、さらに身心の力を最も有効に使って世を補益するのが「上の柔道」と論じた。大正11年（1922年）、「精力善用・自他共栄」を柔道原理として制定していた。
嘉納は「柔道は単に競技として見るよりは、さらに深く広いもの故、自ら求めてオリンピックの仲間に加わることを欲しない」と語っており、柔道が五輪競技となることには消極的であったと言われているが、クーベルタン男爵や国際オリンピック委員会の推薦を受け自身がIOC委員となりオリンピック・ムーブメントに参加するに際し、嘉納は柔道と戸外スポーツの両立の必要性について言及している。
「それまでには、体育のことなら柔道さえやっていればそれでよいと考えていたのだが、翻ってさらに深く思いをよせると、柔道だけではいけないことが分かってきた。柔道も剣道も体力を鍛え、武士道精神を修練させる秀れたものには違いないが、一般大衆の体育を振興させるにはこれだけでは満足できない。といって（当時の）体操は興味に乏しいのと、学校を出るとやるものがない。野球や庭球は面白いが設備が要るから誰でもやれない。少数のものには良いが、国民全般がやるには向かない。
だが歩行、駆け足、跳躍なんかはだれでも出来る。また費用も要らない。単に歩行することは面白くないかもしれぬが、神社仏閣に詣でるとか、名所旧跡を訪ねるようにすれば、道徳教育とも結びついてくる。大いに奨励すべきことだ。水泳もやらねばならぬ運動である。（中略）そしてすでに高等師範学校では生徒に長距離競走や水泳を奨励して実践させていた。
（中略）だから武道と戸外スポーツとは、どうしても両々相俟って発達していくようにしたいと思っていた。（中略）西洋で発達したオリンピック競技もこれを取り入れ、武士道精神を加味させることは出来ない相談ではないと考えた。」
そして他競技上でも日本人のオリンピック参加における大きな展望を掲げていた。
「日本精神をも吹き込んで、欧米のオリンピックを、世界のオリンピックにしたいと思った。それには自分一代で達成することが出来なかったら、次の時代に受け継いでもらう。長い間かかってでもよいから、オリンピック精神と武道精神とを渾然と一致させたいと希ったのである。
その最も手近い方法としては、我が国の選手が、心にしっかりとした大和魂、武士道精神を持っていて、競技場では世界選手の模範になることだ。」

### 戦後柔道の変容とその抱えた矛盾
嘉納治五郎の没後、柔道は変遷を経験することになる。
1938年（昭和13年）5月、嘉納治五郎はカイロでのオリンピック会議の帰途、病死するに至る。
日本政府はその年、7月15日、1940年に開催が決定していた1940年東京オリンピック返上を閣議決定する。
1939年（昭和14年）9月にヨーロッパで第二次世界大戦が勃発し、1941年（昭和16年）12月には太平洋戦争が起こる。戦況が拡大するにつれ、1942年（昭和17年）には日本では大日本武徳会が政府主導に改組される。その中では、剣道、柔道、弓道が、銃剣道、射撃道と共に中心的武技として軍国主義思想に利用されていくことになる。新武徳会における剣道の傘下には種々の武器術武道・武術も、また柔道の中（傘下）には空手や捕縄術、古流柔術など種々の徒手格闘や対武器技術の武道・武術も総合して含むことも明文化される。
1945年（昭和20年）、日本は太平洋戦争における敗戦を経験し、1946年（昭和21年）11月には剣道、柔道、弓道などは軍国主義に加担したとしてGHQにより武道禁止令を受け、大日本武徳会は解散させられることになる。
その後国内での再開の努力や文部省による請願書の提出、海外の柔道連盟の発足などを受けて1950年、柔道は学校教育における再開を果たす。
しかし柔道は武道禁止令の解禁に際し、「競技スポーツとしての柔道」が外圧によって誓約されることになる。それはいわば便宜的なものとも捉えられるものでもあったため、日本の指導者の中にはいつか再び武道を精神教育の中心として復活させようという志を持つ者も多くいた。
しかし国際スポーツ化の流れの中で、1964年東京オリンピック開催に際し、生前の嘉納治五郎が消極的態度をとっていた柔道のオリンピック競技化への道を進むことになる。
それらの流れの上で柔道の変容については次のような指摘がある。
「体育」面では、
「競技の国際化に伴って、次第に競技に勝つための「身体（体力）強化」論が強まることになる。一方では「形」が実践されなくなることに示されるように、嘉納が強調した「身体の調和的発達や保健」という側面は弱化されていく。結果的に、競技力向上のための「強化」が柔道実践の中心となっていき、「体育」として嘉納が重視した大衆性や生涯に亘る継続性の側面は見失われていった。」
「勝負（武術）」面では、
「「競技スポーツとしての柔道」が浸透することによって「勝負は競技場の場における出来事」として限定されていき、戦前ではかなり強く意識されていた、武術としての追及は急速に弱化していった。
そのことはまた、武術性を保持する目的が加味されていた「形」の実践の低下とも結びついていった。「柔道はスポーツである」ことが世界共通の認識となっていき、ますます「武術としての柔道」論は顧みられなくなっていくことになった。」
「修心」面、特にその「徳育」面には、
昭和60年頃までは、「武道」や「修行」そして「礼儀」という観点から「徳育の低下」を食い止めようとする論調が盛んであった。それら徳育の低下への憂いは基本的に、たとえ「競技スポーツとしての柔道」を容認する者であっても、「他の競技スポーツと柔道は単純に同一ではない」という認識から発せられていた。特に戦前来の多くの指導者では、武道が有する「真剣味」こそが精神の高揚に役立つとする「武道としての柔道」論も根強く残存し、また「修行」という弛まぬ継続性が人間を向上させ、「礼儀」とは日常生活全般に浸透したものでなければならない、という価値観が継承されていた。
しかし、柔道による徳育の効果が、戦前では人間としての「生き方」や「生活」に結びつくものでなければならなかったのに対して、「競技スポーツとしての柔道」では競技という場に限定されてしまうことが問題視されたのであった。
また、武道独特の修行観や段位に対する価値観、あるいは礼儀作法という行動面においてもその低下が憂慮されてきた。
また「精力善用・自他共栄」は、
戦後も不断に唱えられ続けてきたが、昭和60年頃から以降はその唱えはかなり減少する。
概して、嘉納が唱えたようなそれらを「日常・社会生活へ応用する」といった側面は強調されなくなり、「精力善用・自他共栄」を「競技スポーツとしての柔道」にどのように活かしうるか、そこへの関心が集中することになる。
一部で、「競技スポーツとしての柔道では精力善用・自他共栄の理念を活かし難い」という批判が出されていったが、その論調は、「勝ちさえすれば目的を達するような傾向が横行しだした」というように、「勝利第一主義への批判」と結び付いたものであった。
それら変容を決定づけた最大の原因は、競技場で当然のごとく求められた「勝利志向」の強まりにみられる。
その理由は、勝利志向の「強まり」と、弱者への配慮（すなわち大衆性）や他者肯定（すなわち道徳性）の「低下」との間には避けがたい相関があり、また、「勝利志向の強まり」が、「競技」の時空のみへと視野を限定させ、柔道を生活や生き方に応用するという幅広い価値観も見失わせた。
ことに日本の柔道界では、国際舞台での勝利が、発祥国としての意地と誇りによって強く求められたがゆえに、「勝利」という価値が「競技化の促進」という価値と容易に結びつき、戦前では修行者の動機づけを高めるための手段的価値に位置づいていた「勝利」が、次第に目的的な価値へと転換していった。
嘉納は生前、教育的価値の体系を保持するために、幾度も「目の前の勝敗に囚われるな」と唱えたが、このような戦後における「勝利の目的化」によって、その体系は崩れていった。

## 社会活動
講道館や全日本柔道連盟は、柔道修行者のマナー・モラルの乱れを受け止め、修心面での再生を目的として社会活動を行っている。

### 柔道ルネッサンス
日本において講道館・全日本柔道連盟が、平成13年度から合同プロジェクト「柔道ルネッサンス」を立ち上げ、講道館柔道の創始者である嘉納治五郎師範の理想とした人間教育を目指して活動を行っている。
「国際化、競技化、スポーツ化が進み競技成績や勝敗ばかりが注目されているが21世紀を迎えた今こそ嘉納治五郎師範が提唱した柔道の原点に立ち返り、人間教育を重視した事業を進めようとするものである。」
「講道館・全日本柔道連盟は、競技としての柔道の発展に努力を傾けることはもちろん、ここに改めて師範の理想に思いを致し、ややもすると勝ち負けのみに拘泥しがちな昨今の柔道の在り方を憂慮し、‘師範の理想とした人間教育’を目指して、合同プロジェクト「柔道ルネッサンス」を立ち上げる。その主目的は、組織的な人づくり・ボランティア活動の実施であり、本活動を通して、柔道のより総合的普及発展を図ろうとするものである。」

### 柔道教育ソリダリティー
2006年からの「柔道の国際的な普及に寄与するとともに、その活動を通して人と人との交流を図り、異文化理解を進め、もって日本のさらには世界の青少年育成に寄与すること」を目的とした活動。

### 柔道MIND
全日本柔道連盟は2014年4月1日に「柔道MIND」事業を推進するため柔道MINDプロジェクト特別委員会を発足させている。

## 柔道事故
まず、柔道の投技の基本は受の背中が大きく畳に着くように投げることだが、取は受を頭から落さないように投げ、多くの投技では受の体が畳に着く寸前に引き手を引いて受の体をわずかに引かなければならず、受は正しい受身（腕で畳を打って緩衝し、同時に帯やへそをみることにより顎を引いて固定し後頭部を打たないように護る）を必ず身に付けなければならない。
しかし、取と受の双方もしくはいずれか一方が未熟な場合や極端な体格差であった場合に受が頭部を畳にぶつけることがある。例えば大外刈りは、受が後ろ倒しになるという技の性格上、初心者や過度に疲弊して正しく受身を取れない状態の者にかけると後頭部を強打する危険性が高い。また、頭からの落下による事故原因の他に加速損傷（回転加速度損傷）が原因と思われる可能性も示唆されており、これは頭部に外力（極端な遠心力、加速度）が加わることで頭蓋骨に回転加速度がつき頭蓋骨内の脳が全体的に回転（一方向への偏り）することで脳と硬膜を繋ぐ橋静脈が破断、急性硬膜下血腫に至るという機序である。他に間（日にち）を置かず頭部への強打によって起こる脳震盪（セカンドインパクト症候群）が原因となり脳が物理的ダメージを負うことで、障害、死亡などのリスクが高まる報告がある。
全柔連は長時間練習の疲労による負傷防止に「1日の活動時間は2時間が上限」など小学生の活動指針を立てている。

### 学校などでの柔道事故事例
- 2002年7月31日、埼玉県立高校柔道部合宿中に1年生男子部員が同部教諭と立ち技乱取りを行い、同教諭から体落としにより投げられ背中から落ちたさい意識障害及び強直性の痙攣を起こし、運搬先病院で外傷性急性硬膜下血腫と診断、後遺障害として遷延性意識障害、植物状態で推移。被害家族が指導上の注意義務違反あったとして埼玉県に損害賠償請求。後、東京高裁にて指導教諭の保護義務違反を認め､被告県に対し国家賠償請求を認める判決。
- 2003年、須賀川市第一中学柔道部暴行傷害事件
- 2004年、横浜市奈良中学柔道部暴行事件
- 2007年7月、大阪府高槻市金光大阪高校柔道部1年生男子生徒が練習中に脳震盪で倒れた3日後に昇段審査などの講習会に参加。模範演技後に頭痛を訴えるものの取り下げられ、会場に駆けつけた母親の119番通報で病院に搬送。急性硬膜下血腫を発症し遷延性意識障害による意識不明の寝たきり状態になり、のちに本人を含む家族が、学校法人、全日本柔道連盟、大阪府柔道連盟を相手に計約4億円の損害賠償を求める。全柔連への請求を除き、大阪地裁 （佐藤達文裁判長） にて約1億円の和解金を支払うことで合意。
- 2008年5月3日、横浜商科大学高等学校柔道部員後遺障害事件
- 2008年5月27日、松本柔道事故
- 2009年、広島県の私立尾道高等学校1年生男子生徒が柔道部の練習中に畳で頭を強打し急性硬膜下血腫を発症、高次脳機能障害を負う。のちに被害者本人と両親が同校を運営する尾道学園に計約1億4400万円の損害賠償を求めた。2015年8月、広島地裁尾道支部 （次田和明裁判官） は「事故を防ぐための適切な措置を講じる義務に違反した」として同学園に計約8150万円の支払いを命じた[203]。
- 2009年7月29日、滋賀県愛荘町立秦荘中学校柔道部の練習中、部員（当時12歳）が上級生との乱取り稽古後「声が出てない」との理由から柔道部顧問（当時27歳）の直接指導を受け。二度投げ一度締めの合わせ技を蒙った直後に失神、顧問が平手で殴打するも搬送先の病院で急性硬膜下出血で意識が戻らないまま1か月後に死亡。後、愛荘町中学校柔道部事故検証・安全対策検討委員会を設置。「愛荘町中学校柔道部事故検証・安全対策検討委員会報告書」（※PDF） 愛荘町中学校柔道部事故検証・安全対策検討委員会 平成22年7月14日
- 2010年5月1日、大分県立竹田高等学校柔道部合同合宿練習中に男子生徒部員（当時17歳）が大外刈を受けて頭部を強打し緊急搬送、同日深夜に搬送先病院にて死亡した。司法解剖の結果、死因は急性硬膜下出血と判明。
- 2011年6月15日、名古屋市立向陽高等学校の武道場において1年生男子部員が乱取り稽古中に大外刈で投げられ頭部を強打、休憩中に体調不良を訴え流延を発症し緊急搬送を要請、搬送先病院にて急性硬膜下血腫の緊急開頭手術を行うが同年7月23日に死亡。名古屋市立向陽高等学校柔道事故調査報告書（※PDF 外部リンク）名古屋市柔道安全指導検討委員会 平成24年5月11日
- 2014年10月、福岡市内の道場で稽古を受けていた中学校2年生男子部員が指導者から「絞め落とし」を掛けられて一時意識不明となった。元部員被害男性は福岡地方裁判所に2015年2月にこの指導者を相手取り提訴。一・二審は男性の訴えを認めて4万4,000円の支払いを命じ、2018年6月19日付で最高裁判所は、指導者側の上告を受理しない決定をし、賠償が確定した[204]。
- 2015年5月21日、大分県立中津北高等学校1年生男子柔道部員が乱取り稽古中に頭部を強打し急性硬膜下血腫の緊急手術を行う、被害生徒は遷延性意識障害を発症し医療機関にてリハビリ。のちに事故調査委員会設置、報告。大分県立中津北高等学校柔道事故調査報告書について（概要) 大分県教育委員会
- 2015年5月22日夕、福岡市立席田中学校柔道部の約束稽古中、大外刈をかけられた女子部員（当時13歳）が頭部を強打、意識不明に陥り、翌日搬送先病院で死亡。後、市は事故調査委員会を設置。福岡市立中学校柔道事故調査報告書（※PDF 外部リンク） 福岡市柔道安全指導検討委員会 平成２７年１２月・福岡市
- 2016年4月25日、仙台市内の私立高校の柔道部に所属する3年生男子部員（当時17歳）が部活動の試合中に頸椎と脊髄を損傷、緊急搬送されて手術を行うものの、同年5月13日に死亡[205]。
- 2016年5月31日夕、群馬県館林市の市立中学校にて柔道部約束稽古中に3年生男子部員（14歳）が同級生に投げられて頭を打ち失神、以降、急性硬膜下血腫で意識不明の重体。館林市立中学校柔道事故調査報告書及び提言書（※PDF）館林市柔道安全指導検討委員会 平成２９年１月

- 2024年7月の京都市で、7月1日に伏見区にある警察学校で訓練の中の乱取りで、4月に入校したばかりの23歳の女性巡査が「大内刈」という技をかけられ倒れて後頭部を強く打ち、意識不明の重体となり、7月13日に死亡[206][207]。乱取りの相手も同じ20代女性巡査で初心者同士で、体格に大きな差はなく、ヘッドキャップを着用し頭部を保護していたという。訓練参加者は約50人、指導は教官3人であった[208]。京都府警で柔道練習による死亡事故は1969年以来で、今回で4人目。

#### その他事例
- 学校管理下の柔道死亡事故 全事例（※PDF）全国柔道事故被害者の会

#### 判例
- 昭和49（ネ）2185 損害賠償請求事件
- 平成6（オ）1237 損害賠償
- 平成9（ワ）1282 損害賠償請求
- 平成16（ワ）484 国家賠償請求事件
- 平成18（ワ）283 損害賠償請求事件
- 平成２２年（ワ）第３４６１号 損害賠償請求事件
- 平成22（ワ）8232 損害賠償請求事件
- 平成23年（ワ）第251号 損害賠償請求事件 大津地方裁判所
- 平成26(ワ)3880 損害賠償請求事件

#### 関連出版物
- 「隠蔽 須賀川一中柔道部「少女重体」裁判」 テレビ朝日「スーパーモーニング」取材クルー (著), 被害者の母 (著) 幻冬舎 2009年6月25日 ISBN 4344016882
- 「柔道事故」内田良（著）河出書房新社 2013年6月21日 ISBN 4309246230
- 「それでもボク柔道好きだから ―柔道事故と黒帯の品格」テレビ信州 （編集）・テレビ信濃= （編集） 龍鳳書房 2015年10月 ISBN 4947697520

### 柔道事故の統計
2000年から2009年における日本の中学柔道での競技人口10万人当たりの平均死亡率は柔道2.376人/年、2番目に高率なバスケットボールで0.371人/年であるとされ、学校における柔道の活動中の死亡事故発生率はバスケットボールや野球などのスポーツに比べて高いといえる。なお競技者人口からの死亡数の絶対値は水泳や陸上競技のほうが多い（独立行政法人日本スポーツ振興センターが平成2年から21年までに、学校内で柔道業や部活動で死亡し見舞金を支給したのは74件。陸上競技275件、水泳103件）。
学校管理下における柔道練習中での死亡に至る児童生徒の数は年平均4人超というデータがあり、過去27年間で計110人の生徒が死亡、2009年から2010年にかけては計13人の死亡事故が確認されている。名古屋大学内田良の調査では1983年から2010年の28年間に全国で114人が死亡、内訳は中学39人、高校75人で中高ともに1年生が半数以上を占め、14人が授業中での死亡とされる。後遺症が残る障害事故は1983年から2009年にかけては計275件（約17件/年）で、内3割は授業中での事故との調査報告が出ている。
1964年（昭和39年）度の大阪府立高校におけるクラブ活動の傷害件数として、日本学校安全会大阪府支部資料にもとづき、柔道209件、野球124件、ラグビー105件。また、日本学校安全会大阪府支部調べの昭和51年度大阪府下全高校全日制男子のクラブ活動の傷害件数として、ラグビー443件、格技（主として柔道）382件、野球369件と報告されている。

### 柔道事故と民事訴訟
柔道の事故に関して日本には全国柔道事故被害者の会が存在する。部活動後や帰宅時に容態が急変した場合、回転加速度損傷は外傷がほとんどないために柔道事故と死亡の因果関係の立証が困難になる。

### 柔道事故対策
柔道事故に対して全日本柔道連盟は安全指導プロジェクト特別委員会を設け、事故予防や事故時の対応などを指導者に啓発している。同財団では柔道事故による見舞金制度が設けられており、死亡または1級から3級の後遺障害に見舞金200万円、障害補償として2000万円が支払われる。
『ゴング格闘技』は2010年6月の七帝柔道大会の試合後に松原隆一郎（東大教授）と増田俊也（作家）を招き、全柔連ドクターと京大柔道部OBの医師を交えた4人による緊急鼎談を行い、「未然に事故を防げるように柔道界で一致団結して前向きに対策を練っていこう」という話にまとまった。京大OBからは、寝技中心の七帝柔道らしく「中学生はまだ体ができていないので、授業ではまず寝技だけを教えて、危険な立技は体ができてから教えても遅くないのではないか」との意見が出ている。ただし、高校2年生が寝技の基礎練習中に頸椎を損傷して首から下が不随の状態になっている事例もある。
名古屋大学大学院教育発達科学研究科の内田良の調査によれば、日本の柔道現場では、安全対策に取り組んだ結果、2012年から3年間、死亡者はゼロとなったとしているが、ふたたび2015年から2021年4月までに7名の死亡者が出ている。

### 柔道事故とNHK番組
日本では「頭をぶつけると起きるから、頭をぶつけないようにすれば大丈夫」などと思っている指導者が多いが、その考え方は甘い。たしかに頭をぶつけた場合も危険であるが、頭をぶつけていなくても頭に強い加速度が加わるだけでも頭蓋内出血が起き命にかかわることがある。
日本の文部省の対応は非常に杜撰で誠意の無いものであり、日本国政府（文部省）は、柔道が原因となった加速損傷で死亡事故が起きるという事実を30年前に把握していたにもかかわらず、そうした事実を隠蔽し、指導現場へ伝えることすらなかった。
日本国政府（文部省）は30年前に学校での柔道の指導中に起きた死亡事故で被害者家族から訴訟を起こされ、家族が「頭をうったと思われる」としたところ、文部省側は無罪を主張するために「頭を打っていなくても、加速損傷で脳が損傷をうけることがある」ということを主張するために、わざわざ英語で書かれた論文を持ち出して自己弁護したにもかかわらず、自らの弁護のために持ち出した「頭を打っていなくても、加速損傷で脳が損傷をうけることがある」という事実にもとづいて対応策を打てば状況を改善できたはずであるにもかかわらず、その事実を全国の学校現場に伝える努力をまったくせず、結果としてその後に日本で100人以上の若者が命を落とすような状況を作り出していたのである。
さらに文部省は、「学校での柔道の指導中の事故を文部省に報告する必要はない」などとする（不適切な）きまりを数十年前につくり、文部省に事故情報が集まってこない体制にしていた。これによって、ますます危険が把握されず放置される状況が作り出された。
こうした危険な状態が放置・隠蔽されていた実態が、中学校での武道必修化（結果として柔道必修化を選ぶ学校が多いと予測される）を目前とした2011年になって、明らかにする人が出て、問題として浮上してきた。
日本の体育教師のほとんどは、自身が柔道をした経験もない状態でありながら、そうした体育教師に柔道の指導をさせるつもりで、体育教師に対して最低限の研修（柔道着の着方、帯のしめかた、受身のとりかた）を急遽行っているようなありさまで、指導者としてのレベルには全然達していない。上述のような、高い死亡率、障害者率の実態がこの数年で急に明らかになったわけであり、このままの指導現場のありかたで武道必修化（柔道必修化）を実施し柔道を行う生徒が急増すると必然的に死亡者や障害を負う生徒（被害者）が急増することが、当然予測される。にもかかわらず文部省の役人は「4月の柔道必修化は予定どおり実施する」というかたくなな態度を変えていない。
フランスは日本の3倍の柔道人口を持つ柔道大国になったが、かつて起きた1名の死亡事故をきっかけとして、安全対策として、（競技者としてではなく）生徒に安全に柔道を指導するための国家資格を設立、救急救命や生理学やスポーツ心理学なども含めて300時間以上の学習・訓練を経なければ、決して柔道の指導はできないようにし、例えばたとえ競技者として優秀でも受身の安全な指導ができなければ絶対に生徒の指導はできない、というきまりにした。そうしたフランス政府の誠意ある姿勢と日本の文部省のずさんな態度は、非常に対照的で逆方向である。
全日本柔道連盟でも、連盟内に医師グループはいたものの、その中に頭を専門とする脳神経外科医がおらず、柔道事故の内実をよく理解していなかった。
二村雄次（全日本柔道連盟所属の医師、自身も講道館柔道六段）は、NHKの『クローズアップ現代』（2012年2月6日放送）で、武道必修化（柔道必修化）の前に、第三者による柔道事故検証のしくみ（システム）を事前に用意しておくべきで、そうすればもしも柔道指導中の事故が起きた場合は（文科省でもなく、事故を起こしてから責任を回避しようとする現場の体育教師や校長などでもなく）第三者によって事故の実態を解明・分析し、そうすることで柔道事故の実態を解明し情報を蓄積すれば事故の防止策も打つことができる、と指摘した。
2012年、文部科学省の外郭団体日本スポーツ振興センター名古屋支所が、同競技機関誌で掲載予定していた柔道の部活動や授業中の死亡事故への注意を呼びかける特集記事について、「中学の武道必修化が始まる前の掲載は慎重にすべきだ」という本部からの指摘を受けて不本意ながら掲載を見送った。

### 感染症
日本では2001年頃から肉体の接触で皮膚感染するトリコフィトン・トンズランス感染症（白癬菌の一種、いわゆる水虫、タムシ）が柔道及び、レスリング競技者間での集団感染の例が報告されている。皮膚科などの専門医にて治療が可能。

## 名称

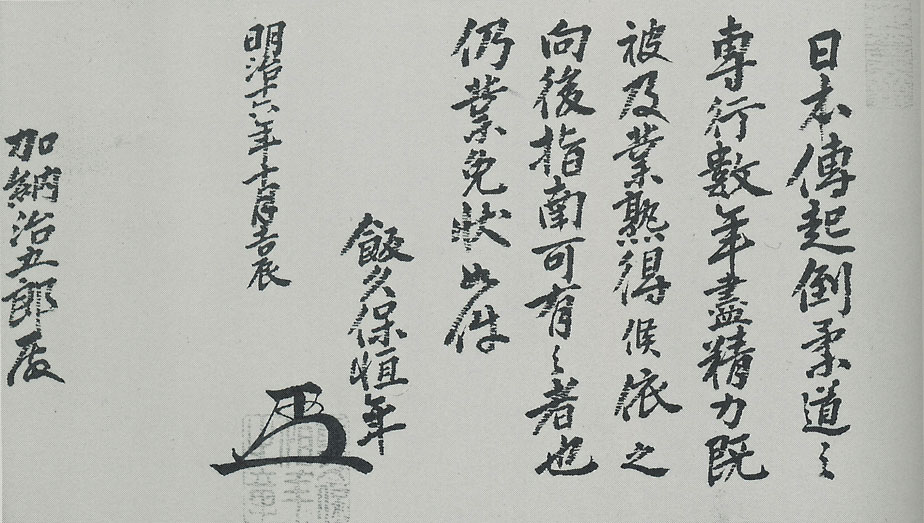
飯久保恒年から嘉納治五郎に授与された「日本伝起倒柔道」の免状（明治16年）。柔道という用語は嘉納が学んだ起倒流ですでに使われていた。

寺田満英の起倒流と直信流の例や、滝野遊軒の弟子である起倒流五代目鈴木邦教が起倒流に鈴木家に伝わるとされる「日本神武の伝」を取り入れ「柔道」という言葉を用いて「起倒流柔道」と称した例などがあり、「柔道」という語自体はすでに江戸時代にあったため、嘉納の発明ではない。
柔道は創設当初から暫くは、国内・海外において共に固有名詞の流派としての「（講道館）柔道」ではなく、一般名詞としての「柔術」と称される場面も多かった。嘉納治五郎と親交のあった小泉八雲（ラフカディオ・ハーン）　による海外への日本文化の紹介文『東の国から』 (Out of the East) （1895年発表）や、夏目漱石　『坊っちゃん』（1906年発表）　、『三四郎』（1908年発表）等において、「柔道」と目される場面において「柔術」の表記が使用されている。また戦前に海外に渡り柔道の普及活動を行った柔道家達も、当時、現地において「柔道」を説明するに際し、一般名詞の「柔術」の語を用いている。
日本において戦前の時期、柔道と古流柔術をまとめて「柔道」と呼んだ例があった。大日本武徳会において嘉納治五郎を委員長としてほぼ共通の乱捕試合審判規程の制定（1899年）や共通形の制定（1906年）があり、また1914年には、西久保弘道によって、範士・教士の称号を「柔道範士」・「柔道教士」に、1919年には総括する部門の名称に「柔道」を用いるようになり、柔道と古流柔術が参戦していた大会の審判規定を「大日本武徳会柔術試合審判規程」から「大日本武徳会柔道試合審判規程」に改称し、大日本武徳会においてシステムを共有する流派を総称して「柔道」と称することになる。1925年には講道館と完全一致の共通乱捕試合審判規程の制定（のちに非共通に）となった。武徳会以外でも、1899年（明治32年）の書籍『柔道』（内田良平）、1929年（昭和4年）の書籍『現代柔道と修練法』（金丸英吉郎）、1934年（昭和9年）の書籍『写真説明柔道手びき』、『写真説明 柔道新教範』（服部興覇）、1938年（昭和13年）の書籍『新選日本柔道教典』（工藤一三）などで「柔道」と呼んでいる。